# Đại dịch COVID-19 tại Pháp
Dịch COVID-19 được xác nhận lan tới Pháp ngày 24 tháng 1 năm 2020, với ca nhiễm COVID-19 đầu tiên tại châu Âu và Pháp được xác nhận tại Bordeaux. Bệnh nhân là một người Pháp-Trung 48 tuổi đến Pháp từ Trung Quốc. Hai ca nhiễm nữa được xác nhận vào cuối ngày; tất cả đều là những người trở về từ Trung Quốc.
Một du khách người Trung Quốc nhập viện tại Paris ngày 28 tháng 1 và mất ngày 14 tháng 2, trở thành ca tử vong do COVID-19 đầu tiên tại châu Âu và Pháp.
Tính đến  ngày 20 tháng 7 năm 2023, có 40,138,560 ca được xác nhận và 167,642 ca tử vong tại Pháp.

## Dòng thời gian
| COVID-19 tại Pháp () Tử vong Hồi phục Đang điều trị 202020212022Thg 1Thg 2Thg 3Thg 4Thg 5Thg 6Thg 7Thg 8Thg 9Thg 10Thg 11Thg 12Thg 1Thg 2Thg 3Thg 4Thg 5Thg 6Thg 7Thg 8Thg 9Thg 10Thg 11Thg 12Thg 115 ngày gần nhất15 ngày gần nhất | COVID-19 tại Pháp () Tử vong Hồi phục Đang điều trị 202020212022Thg 1Thg 2Thg 3Thg 4Thg 5Thg 6Thg 7Thg 8Thg 9Thg 10Thg 11Thg 12Thg 1Thg 2Thg 3Thg 4Thg 5Thg 6Thg 7Thg 8Thg 9Thg 10Thg 11Thg 12Thg 115 ngày gần nhất15 ngày gần nhất | COVID-19 tại Pháp () Tử vong Hồi phục Đang điều trị 202020212022Thg 1Thg 2Thg 3Thg 4Thg 5Thg 6Thg 7Thg 8Thg 9Thg 10Thg 11Thg 12Thg 1Thg 2Thg 3Thg 4Thg 5Thg 6Thg 7Thg 8Thg 9Thg 10Thg 11Thg 12Thg 115 ngày gần nhất15 ngày gần nhất | COVID-19 tại Pháp () Tử vong Hồi phục Đang điều trị 202020212022Thg 1Thg 2Thg 3Thg 4Thg 5Thg 6Thg 7Thg 8Thg 9Thg 10Thg 11Thg 12Thg 1Thg 2Thg 3Thg 4Thg 5Thg 6Thg 7Thg 8Thg 9Thg 10Thg 11Thg 12Thg 115 ngày gần nhất15 ngày gần nhất | COVID-19 tại Pháp () Tử vong Hồi phục Đang điều trị 202020212022Thg 1Thg 2Thg 3Thg 4Thg 5Thg 6Thg 7Thg 8Thg 9Thg 10Thg 11Thg 12Thg 1Thg 2Thg 3Thg 4Thg 5Thg 6Thg 7Thg 8Thg 9Thg 10Thg 11Thg 12Thg 115 ngày gần nhất15 ngày gần nhất |
| --- | --- | --- | --- | --- |
| Ngày | Ngày | | Ca nhiễm | Tử vong |
| 2020-01-24 | 2020-01-24 | | 3(n.a.) | 0(n.a.) |
| ⋮ | ⋮ | | 3(=) | 0(n.a.) |
| 2020-01-28 | 2020-01-28 | | 4(+33%) | 0(n.a.) |
| ⋮ | ⋮ | | 4(=) | 0(n.a.) |
| 2020-01-31 | 2020-01-31 | | 5(+25%) | 0(n.a.) |
| ⋮ | ⋮ | | 5(=) | 0(n.a.) |
| 2020-02-09 | 2020-02-09 | | 11(+120%) | 0(n.a.) |
| ⋮ | ⋮ | | 11(=) | 0(n.a.) |
| 2020-02-18 | 2020-02-18 | | 11(=) | 0(n.a.) |
| ⋮ | ⋮ | | 11(=) | 0(n.a.) |
| 2020-02-24 | 2020-02-24 | | 11(=) | 0(n.a.) |
| 2020-02-25 | 2020-02-25 | | 13(+18%) | 1() |
| 2020-02-26 | 2020-02-26 | | 18(+38%) | 2(+100%) |
| 2020-02-27 | 2020-02-27 | | 38(+111%) | 2(=) |
| 2020-02-28 | 2020-02-28 | | 57(+50%) | 2(=) |
| 2020-02-29 | 2020-02-29 | | 100(+75%) | 2(=) |
| 2020-03-01 | 2020-03-01 | | 130(+30%) | 3(+50%) |
| 2020-03-02 | 2020-03-02 | | 191(+47%) | 3(=) |
| 2020-03-03 | 2020-03-03 | | 212(+11%) | 4(+33%) |
| 2020-03-04 | 2020-03-04 | | 285(+34%) | 4(=) |
| 2020-03-05 | 2020-03-05 | | 423(+48%) | 7(+75%) |
| 2020-03-06 | 2020-03-06 | | 613(+45%) | 9(+29%) |
| 2020-03-07 | 2020-03-07 | | 949(+55%) | 16(+78%) |
| 2020-03-08 | 2020-03-08 | | 1.126(+19%) | 19(+19%) |
| 2020-03-09 | 2020-03-09 | | 1.412(+25%) | 25(+32%) |
| 2020-03-10 | 2020-03-10 | | 1.784(+26%) | 33(+32%) |
| 2020-03-11 | 2020-03-11 | | 2.281(+28%) | 48(+45%) |
| 2020-03-12 | 2020-03-12 | | 2.876(+26%) | 61(+27%) |
| 2020-03-13 | 2020-03-13 | | 3.661(+27%) | 79(+30%) |
| 2020-03-14 | 2020-03-14 | | 4.499(+23%) | 91(+15%) |
| 2020-03-15 | 2020-03-15 | | 5.423(+21%) | 127(+40%) |
| 2020-03-16 | 2020-03-16 | | 6.633(+22%) | 148(+17%) |
| 2020-03-17 | 2020-03-17 | | 7.730(+17%) | 175(+18%) |
| 2020-03-18 | 2020-03-18 | | 9.134(+18%) | 244(+39%) |
| 2020-03-19 | 2020-03-19 | | 10.995(+20%) | 375(+54%) |
| 2020-03-20 | 2020-03-20 | | 12.612(+15%) | 450(+20%) |
| 2020-03-21 | 2020-03-21 | | 14.459(+15%) | 562(+25%) |
| 2020-03-22 | 2020-03-22 | | 16.689(+15%) | 674(+20%) |
| 2020-03-23 | 2020-03-23 | | 19.856(+19%) | 860(+28%) |
| 2020-03-24 | 2020-03-24 | | 22.302(+12%) | 1.100(+28%) |
| 2020-03-25 | 2020-03-25 | | 25.233(+13%) | 1.331(+21%) |
| 2020-03-26 | 2020-03-26 | | 29.155(+16%) | 1.696(+27%) |
| 2020-03-27 | 2020-03-27 | | 32.964(+13%) | 1.995(+18%) |
| 2020-03-28 | 2020-03-28 | | 37.575(+14%) | 2.314(+16%) |
| 2020-03-29 | 2020-03-29 | | 40.174(+6,9%) | 2.606(+13%) |
| 2020-03-30 | 2020-03-30 | | 44.550(+11%) | 3.024(+16%) |
| 2020-03-31 | 2020-03-31 | | 52.128(+17%) | 3.523(+17%) |
| 2020-04-01 | 2020-04-01 | | 56.989(+9,3%) | 4.032(+14%) |
| 2020-04-02 | 2020-04-02 | | 59,105(+3.7%) | 5,387(+34%) |
| 2020-04-03 | 2020-04-03 | | 64.338(+8,9%) | 6.507(+21%) |
| 2020-04-04 | 2020-04-04 | | 68.605(+6,6%) | 7.560(+16%) |
| 2020-04-05 | 2020-04-05 | | 70.478(+2,7%) | 8.078(+6,9%) |
| 2020-04-06 | 2020-04-06 | | 74.390(+5,6%) | 8.911(+10%) |
| 2020-04-07 | 2020-04-07 | | 78.167(+5,1%) | 10.328(+16%) |
| 2020-04-08 | 2020-04-08 | | 82.048(+5%) | 10.869(+5,2%) |
| 2020-04-09 | 2020-04-09 | | 86.334(+5,2%) | 12.210(+12%) |
| 2020-04-10 | 2020-04-10 | | 90.676(+5%) | 13.197(+8,1%) |
| 2020-04-11 | 2020-04-11 | | 93.790(+3,4%) | 13.832(+4,8%) |
| 2020-04-12 | 2020-04-12 | | 95.403(+1,7%) | 14.393(+4,1%) |
| 2020-04-13 | 2020-04-13 | | 98.076(+2,8%) | 14.967(+4%) |
| 2020-04-14 | 2020-04-14 | | 103.573(+5,6%) | 15.729(+5,1%) |
| 2020-04-15 | 2020-04-15 | | 106.206(+2,5%) | 17.167(+9,1%) |
| 2020-04-16 | 2020-04-16 | | 108.847(+2,5%) | 17.920(+4,4%) |
| 2020-04-17 | 2020-04-17 | | 109.252(+0,37%) | 18.681(+4,2%) |
| 2020-04-18 | 2020-04-18 | | 111.821(+2,4%) | 19.323(+3,4%) |
| 2020-04-19 | 2020-04-19 | | 112.606(+0,7%) | 19.718(+2%) |
| 2020-04-20 | 2020-04-20 | | 114.657(+1,8%) | 20.265(+2,8%) |
| 2020-04-21 | 2020-04-21 | | 117.324(+2,3%) | 20.796(+2,6%) |
| 2020-04-22 | 2020-04-22 | | 119.151(+1,6%) | 21.340(+2,6%) |
| 2020-04-23 | 2020-04-23 | | 120.804(+1,4%) | 21.856(+2,4%) |
| 2020-04-24 | 2020-04-24 | | 122.577(+1,5%) | 22.245(+1,8%) |
| 2020-04-25 | 2020-04-25 | | 124.114(+1,3%) | 22.614(+1,7%) |
| 2020-04-26 | 2020-04-26 | | 124.575(+0,37%) | 22.856(+1,1%) |
| 2020-04-27 | 2020-04-27 | | 125.770(+0,96%) | 23.293(+1,9%) |
| 2020-04-28 | 2020-04-28 | | 126.835(+0,85%) | 23.660(+1,6%) |
| 2020-04-29 | 2020-04-29 | | 128.442(+1,3%) | 24.087(+1,8%) |
| 2020-04-30 | 2020-04-30 | | 129.581(+0,89%) | 24.376(+1,2%) |
| 2020-05-01 | 2020-05-01 | | 130.185(+0,47%) | 24.594(+0,89%) |
| 2020-05-02 | 2020-05-02 | | 130.979(+0,61%) | 24.760(+0,67%) |
| 2020-05-03 | 2020-05-03 | | 131.287(+0,24%) | 24.895(+0,55%) |
| 2020-05-04 | 2020-05-04 | | 131.863(+0,44%) | 25.201(+1,2%) |
| 2020-05-05 | 2020-05-05 | | 132.967(+0,84%) | 25.531(+1,3%) |
| 2020-05-06 | 2020-05-06 | | 137,150(+3.14%) | 25,809(+1.1%) |
| 2020-05-07 | 2020-05-07 | | 137.779(+0,46%) | 25.987(+0,69%) |
| 2020-05-08 | 2020-05-08 | | 138.421(+0,47%) | 26.230(+0,94%) |
| 2020-05-09 | 2020-05-09 | | 138.854(+0,31%) | 26.310(+0,3%) |
| 2020-05-10 | 2020-05-10 | | 139.063(+0,15%) | 26.380(+0,27%) |
| 2020-05-11 | 2020-05-11 | | 139.519(+0,33%) | 26.643(+1%) |
| 2020-05-12 | 2020-05-12 | | 140.227(+0,51%) | 26.991(+1,3%) |
| 2020-05-13 | 2020-05-13 | | 140.734(+0,36%) | 27.074(+0,31%) |
| 2020-05-14 | 2020-05-14 | | 141.356(+0,44%) | 27.425(+1,3%) |
| 2020-05-15 | 2020-05-15 | | 141.919(+0,4%) | 27.529(+0,38%) |
| 2020-05-16 | 2020-05-16 | | 142.291(+0,26%) | 27.625(+0,35%) |
| 2020-05-17 | 2020-05-17 | | 142.411(+0,08%) | 28.108(+1,7%) |
| 2020-05-18 | 2020-05-18 | | 142.903(+0,35%) | 28.239(+0,47%) |
| 2020-05-19 | 2020-05-19 | | 143.427(+0,37%) | 28.022(−0,77%) |
| 2020-05-20 | 2020-05-20 | | 143.845(+0,29%) | 28.132(+0,39%) |
| 2020-05-21 | 2020-05-21 | | 144.163(+0,22%) | 28.215(+0,3%) |
| 2020-05-22 | 2020-05-22 | | 144.566(+0,28%) | 28.289(+0,26%) |
| 2020-05-23 | 2020-05-23 | | 144.806(+0,17%) | 28.332(+0,15%) |
| 2020-05-24 | 2020-05-24 | | 144.921(+0,08%) | 28.367(+0,12%) |
| 2020-05-25 | 2020-05-25 | | 145.279(+0,25%) | 28.432(+0,23%) |
| 2020-05-26 | 2020-05-26 | | 145.555(+0,19%) | 28.530(+0,34%) |
| 2020-05-27 | 2020-05-27 | | 145.746(+0,13%) | 28.596(+0,23%) |
| 2020-05-28 | 2020-05-28 | | 149,071(+2.3%) | 28,662(+0.23%) |
| 2020-05-29 | 2020-05-29 | | 149.668(+0,4%) | 28.714(+0,18%) |
| 2020-05-30 | 2020-05-30 | | 151.496(+1,2%) | 28.771(+0,2%) |
| 2020-05-31 | 2020-05-31 | | 151.753(+0,17%) | 28.802(+0,11%) |
| 2020-06-01 | 2020-06-01 | | 152.091(+0,22%) | 28.833(+0,11%) |
| 2020-06-02 | 2020-06-02 | | 151,325(-0.5%) | 28,940(+0.37%) |
| 2020-06-03 | 2020-06-03 | | 151.677(+0,23%) | 29.021(+0,28%) |
| 2020-06-04 | 2020-06-04 | | 152.444(+0,51%) | 29.065(+0,15%) |
| 2020-06-05 | 2020-06-05 | | 153.055(+0,4%) | 29.111(+0,16%) |
| 2020-06-06 | 2020-06-06 | | 153.634(+0,38%) | 29.142(+0,11%) |
| 2020-06-07 | 2020-06-07 | | 153.977(+0,22%) | 29.155(+0,04%) |
| 2020-06-08 | 2020-06-08 | | 154.188(+0,14%) | 29.209(+0,19%) |
| 2020-06-09 | 2020-06-09 | | 154.591(+0,26%) | 29.296(+0,3%) |
| 2020-06-10 | 2020-06-10 | | 155.136(+0,35%) | 29.319(+0,08%) |
| 2020-06-11 | 2020-06-11 | | 155.561(+0,27%) | 29.346(+0,09%) |
| 2020-06-12 | 2020-06-12 | | 156.287(+0,47%) | 29.374(+0,1%) |
| 2020-06-13 | 2020-06-13 | | 156.813(+0,34%) | 29.398(+0,08%) |
| 2020-06-14 | 2020-06-14 | | 157.220(+0,26%) | 29.407(+0,03%) |
| 2020-06-15 | 2020-06-15 | | 157.372(+0,1%) | 29.436(+0,1%) |
| 2020-06-16 | 2020-06-16 | | 157.716(+0,22%) | 29.547(+0,38%) |
| 2020-06-17 | 2020-06-17 | | 158.174(+0,29%) | 29.575(+0,09%) |
| 2020-06-18 | 2020-06-18 | | 158.641(+0,3%) | 29.603(+0,09%) |
| 2020-06-19 | 2020-06-19 | | 159.452(+0,51%) | 29.617(+0,05%) |
| 2020-06-20 | 2020-06-20 | | 160.093(+0,4%) | 29.633(+0,05%) |
| 2020-06-21 | 2020-06-21 | | 160.377(+0,18%) | 29.640(+0,02%) |
| 2020-06-22 | 2020-06-22 | | 160.750(+0,23%) | 29.663(+0,08%) |
| 2020-06-23 | 2020-06-23 | | 161.267(+0,32%) | 29.720(+0,19%) |
| 2020-06-24 | 2020-06-24 | | 161.348(+0,05%) | 29.731(+0,04%) |
| 2020-06-25 | 2020-06-25 | | 161,348(=) | 29,752(+0.07%) |
| 2020-06-26 | 2020-06-26 | | 162,936(+0.98%) | 29,778(+0.09%) |
| ⋮ | ⋮ | | 163.980(=) | 29.778(=) |
| 2020-06-29 | 2020-06-29 | | 164.260(+0,17%) | 29.813(+0,12%) |
| 2020-06-30 | 2020-06-30 | | 164.801(+0,33%) | 29.843(+0,1%) |
| 2020-07-01 | 2020-07-01 | | 165.719(+0,56%) | 29.861(+0,06%) |
| 2020-07-02 | 2020-07-02 | | 166.378(+0,4%) | 29.875(+0,05%) |
| 2020-07-03 | 2020-07-03 | | 166.960(+0,35%) | 29.893(+0,06%) |
| ⋮ | | | | |
| 2020-07-06 | 2020-07-06 | | 168.335(n.a.) | 29.920(n.a.) |
| 2020-07-07 | 2020-07-07 | | 168.810(+0,28%) | 29.933(+0,04%) |
| 2020-07-08 | 2020-07-08 | | 169.473(+0,39%) | 29.963(+0,1%) |
| 2020-07-09 | 2020-07-09 | | 170.004(+0,31%) | 29.979(+0,05%) |
| 2020-07-10 | 2020-07-10 | | 170.752(+0,44%) | 30.004(+0,08%) |
| ⋮ | ⋮ | | 170.752(=) | 30.004(=) |
| 2020-07-15 | 2020-07-15 | | 173.304(+1,5%) | 30.120(+0,39%) |
| 2020-07-16 | 2020-07-16 | | 173.838(+0,31%) | 30.138(+0,06%) |
| 2020-07-17 | 2020-07-17 | | 174.674(+0,48%) | 30.152(+0,05%) |
| ⋮ | ⋮ | | 174.674(=) | 30.152(=) |
| 2020-07-20 | 2020-07-20 | | 176.754(+1,2%) | 30.177(+0,08%) |
| 2020-07-21 | 2020-07-21 | | 177.338(+0,33%) | 30.165(−0,04%) |
| 2020-07-22 | 2020-07-22 | | 178.336(+0,56%) | 30.172(+0,02%) |
| 2020-07-23 | 2020-07-23 | | 179.398(+0,6%) | 30.182(+0,03%) |
| 2020-07-24 | 2020-07-24 | | 180.528(+0,63%) | 30.192(+0,03%) |
| ⋮ | ⋮ | | 180.528(=) | 30.192(=) |
| 2020-07-27 | 2020-07-27 | | 183.079(+1,4%) | 30.209(+0,06%) |
| 2020-07-28 | 2020-07-28 | | 183.804(+0,4%) | 30.223(+0,05%) |
| 2020-07-29 | 2020-07-29 | | 185.196(+0,76%) | 30.238(+0,05%) |
| 2020-07-30 | 2020-07-30 | | 186.573(+0,74%) | 30.254(+0,05%) |
| 2020-07-31 | 2020-07-31 | | 187.919(+0,72%) | 30.265(+0,04%) |
| ⋮ | ⋮ | | 187.919(=) | 30.265(=) |
| 2020-08-03 | 2020-08-03 | | 191.295(+1,8%) | 30.294(+0,1%) |
| 2020-08-04 | 2020-08-04 | | 192.334(+0,54%) | 30.296(+0,01%) |
| 2020-08-05 | 2020-08-05 | | 194.029(+0,88%) | 30.305(+0,03%) |
| 2020-08-06 | 2020-08-06 | | 195.633(+0,83%) | 30.312(+0,02%) |
| 2020-08-07 | 2020-08-07 | | 197.921(+1,2%) | 30.324(+0,04%) |
| ⋮ | ⋮ | | 197.921(=) | 30.324(=) |
| 2020-08-10 | 2020-08-10 | | 202.775(+2,5%) | 30.340(+0,05%) |
| 2020-08-11 | 2020-08-11 | | 204.172(+0,69%) | 30.354(+0,05%) |
| 2020-08-12 | 2020-08-12 | | 206.696(+1,2%) | 30.371(+0,06%) |
| 2020-08-13 | 2020-08-13 | | 209.365(+1,3%) | 30.388(+0,06%) |
| 2020-08-14 | 2020-08-14 | | 212.211(+1,4%) | 30.406(+0,06%) |
| ⋮ | ⋮ | | 212.211(=) | 30.406(=) |
| 2020-08-17 | 2020-08-17 | | 219.029(+3,2%) | 30.429(+0,08%) |
| 2020-08-18 | 2020-08-18 | | 221.267(+1%) | 30.451(+0,07%) |
| 2020-08-19 | 2020-08-19 | | 225.043(+1,7%) | 30.468(+0,06%) |
| 2020-08-20 | 2020-08-20 | | 229.814(+2,1%) | 30.480(+0,04%) |
| 2020-08-21 | 2020-08-21 | | 234.400(+2%) | 30.503(+0,08%) |
| 2020-08-22 | 2020-08-22 | | 238.002(+1,5%) | 30.512(+0,03%) |
| 2020-08-23 | 2020-08-23 | | 242.899(+2,1%) | 30.513(+<0.01%) |
| 2020-08-24 | 2020-08-24 | | 244.854(+0,8%) | 30.528(+0,05%) |
| 2020-08-25 | 2020-08-25 | | 248.158(+1,3%) | 30.544(+0,05%) |
| 2020-08-26 | 2020-08-26 | | 253.587(+2,2%) | 30.544(=) |
| 2020-08-27 | 2020-08-27 | | 259.698(+2,4%) | 30.576(+0,1%) |
| 2020-08-28 | 2020-08-28 | | 267.077(+2,8%) | 30.596(+0,07%) |
| 2020-08-29 | 2020-08-29 | | 272.530(+2%) | 30.602(+0,02%) |
| 2020-08-30 | 2020-08-30 | | 277.943(+2%) | 30.606(+0,01%) |
| 2020-08-31 | 2020-08-31 | | 281.025(+1,1%) | 30.635(+0,09%) |
| 2020-09-01 | 2020-09-01 | | 286.007(+1,8%) | 30.661(+0,08%) |
| 2020-09-02 | 2020-09-02 | | 293.024(+2,5%) | 30.686(+0,08%) |
| 2020-09-03 | 2020-09-03 | | 300.181(+2,4%) | 30.706(+0,07%) |
| 2020-09-04 | 2020-09-04 | | 309.156(+3%) | 30.686(−0,07%) |
| 2020-09-05 | 2020-09-05 | | 317.706(+2,8%) | 30.698(+0,04%) |
| 2020-09-06 | 2020-09-06 | | 324.777(+2,2%) | 30.701(+0,01%) |
| 2020-09-07 | 2020-09-07 | | 328.980(+1,3%) | 30.726(+0,08%) |
| 2020-09-08 | 2020-09-08 | | 335.524(+2%) | 30.764(+0,12%) |
| 2020-09-09 | 2020-09-09 | | 344.101(+2,6%) | 30.788(+0,08%) |
| 2020-09-10 | 2020-09-10 | | 353.944(+2,9%) | 30.813(+0,08%) |
| 2020-09-11 | 2020-09-11 | | 363.350(+2,7%) | 30.893(+0,26%) |
| 2020-09-12 | 2020-09-12 | | 373.911(+2,9%) | 30.910(+0,06%) |
| 2020-09-13 | 2020-09-13 | | 381.094(+1,9%) | 30.916(+0,02%) |
| 2020-09-14 | 2020-09-14 | | 387.252(+1,6%) | 30.950(+0,11%) |
| 2020-09-15 | 2020-09-15 | | 395.104(+2%) | 30.999(+0,16%) |
| 2020-09-16 | 2020-09-16 | | 404.888(+2,5%) | 31.045(+0,15%) |
| 2020-09-17 | 2020-09-17 | | 415.418(+2,6%) | 31.095(+0,16%) |
| 2020-09-18 | 2020-09-18 | | 428.696(+3,2%) | 31.249(+0,5%) |
| 2020-09-19 | 2020-09-19 | | 442.194(+3,1%) | 31.274(+0,08%) |
| 2020-09-20 | 2020-09-20 | | 453.763(+2,6%) | 31.285(+0,04%) |
| 2020-09-21 | 2020-09-21 | | 458.061(+0,95%) | 31.338(+0,17%) |
| 2020-09-22 | 2020-09-22 | | 468.069(+2,2%) | 31.416(+0,25%) |
| 2020-09-23 | 2020-09-23 | | 481.141(+2,8%) | 31.459(+0,14%) |
| 2020-09-24 | 2020-09-24 | | 497.237(+3,3%) | 31.511(+0,17%) |
| 2020-09-25 | 2020-09-25 | | 513.034(+3,2%) | 31.661(+0,48%) |
| 2020-09-26 | 2020-09-26 | | 527.446(+2,8%) | 31.700(+0,12%) |
| 2020-09-27 | 2020-09-27 | | 538.569(+2,1%) | 31.727(+0,09%) |
| 2020-09-28 | 2020-09-28 | | 542.639(+0,76%) | 31.808(+0,26%) |
| 2020-09-29 | 2020-09-29 | | 550.690(+1,5%) | 31.893(+0,27%) |
| 2020-09-30 | 2020-09-30 | | 563.535(+2,3%) | 31.956(+0,2%) |
| 2020-10-01 | 2020-10-01 | | 577.505(+2,5%) | 32.019(+0,2%) |
| 2020-10-02 | 2020-10-02 | | 589.653(+2,1%) | 32.155(+0,42%) |
| 2020-10-03 | 2020-10-03 | | 606.625(+2,9%) | 32.198(+0,13%) |
| 2020-10-04 | 2020-10-04 | | 619.190(+2,1%) | 32.230(+0,1%) |
| 2020-10-05 | 2020-10-05 | | 624.274(+0,82%) | 32.299(+0,21%) |
| 2020-10-06 | 2020-10-06 | | 634.763(+1,7%) | 32.365(+0,2%) |
| 2020-10-07 | 2020-10-07 | | 653.509(+3%) | 32.445(+0,25%) |
| 2020-10-08 | 2020-10-08 | | 671.638(+2,8%) | 32.521(+0,23%) |
| 2020-10-09 | 2020-10-09 | | 691.977(+3%) | 32.630(+0,34%) |
| 2020-10-10 | 2020-10-10 | | 718.873(+3,9%) | 32.684(+0,17%) |
| 2020-10-11 | 2020-10-11 | | 734.974(+2,2%) | 32.730(+0,14%) |
| 2020-10-12 | 2020-10-12 | | 743.479(+1,2%) | 32.825(+0,29%) |
| 2020-10-13 | 2020-10-13 | | 756.472(+1,7%) | 32.933(+0,33%) |
| 2020-10-14 | 2020-10-14 | | 779.063(+3%) | 33.037(+0,32%) |
| 2020-10-15 | 2020-10-15 | | 809.684(+3,9%) | 33.125(+0,27%) |
| 2020-10-16 | 2020-10-16 | | 834.770(+3,1%) | 33.303(+0,54%) |
| 2020-10-17 | 2020-10-17 | | 867.197(+3,9%) | 33.392(+0,27%) |
| 2020-10-18 | 2020-10-18 | | 897.034(+3,4%) | 33.477(+0,25%) |
| 2020-10-19 | 2020-10-19 | | 910.277(+1,5%) | 33.623(+0,44%) |
| 2020-10-20 | 2020-10-20 | | 930.745(+2,2%) | 33.885(+0,78%) |
| 2020-10-21 | 2020-10-21 | | 957.421(+2,9%) | 34.048(+0,48%) |
| 2020-10-22 | 2020-10-22 | | 999.043(+4,3%) | 34.210(+0,48%) |
| 2020-10-23 | 2020-10-23 | | 1.041.075(+4,2%) | 34.508(+0,87%) |
| 2020-10-24 | 2020-10-24 | | 1.086.497(+4,4%) | 34.645(+0,4%) |
| 2020-10-25 | 2020-10-25 | | 1.138.510(+4,8%) | 34.761(+0,33%) |
| 2020-10-26 | 2020-10-26 | | 1.165.278(+2,4%) | 35.018(+0,74%) |
| 2020-10-27 | 2020-10-27 | | 1.198.695(+2,9%) | 35.541(+1,5%) |
| 2020-10-28 | 2020-10-28 | | 1.235.132(+3%) | 35.785(+0,69%) |
| 2020-10-29 | 2020-10-29 | | 1.282.769(+3,9%) | 36.020(+0,66%) |
| 2020-10-30 | 2020-10-30 | | 1.331.984(+3,8%) | 36.565(+1,5%) |
| 2020-10-31 | 2020-10-31 | | 1.367.625(+2,7%) | 36.788(+0,61%) |
| 2020-11-01 | 2020-11-01 | | 1.413.195(+3,3%) | 37.019(+0,63%) |
| 2020-11-02 | 2020-11-02 | | 1.466.433(+3,8%) | 37.435(+1,1%) |
| 2020-11-03 | 2020-11-03 | | 1.502.763(+2,5%) | 38.289(+2,3%) |
| 2020-11-04 | 2020-11-04 | | 1.543.321(+2,7%) | 38.674(+1%) |
| 2020-11-05 | 2020-11-05 | | 1.601.367(+3,8%) | 39.037(+0,94%) |
| 2020-11-06 | 2020-11-06 | | 1.661.853(+3,8%) | 39.865(+2,1%) |
| 2020-11-07 | 2020-11-07 | | 1.748.705(+5,2%) | 40.169(+0,76%) |
| 2020-11-08 | 2020-11-08 | | 1.787.324(+2,2%) | 40.439(+0,67%) |
| 2020-11-09 | 2020-11-09 | | 1.807.479(+1,1%) | 40.987(+1,4%) |
| 2020-11-10 | 2020-11-10 | | 1.829.659(+1,2%) | 42.207(+3%) |
| 2020-11-11 | 2020-11-11 | | 1.865.538(+2%) | 42.535(+0,78%) |
| 2020-11-12 | 2020-11-12 | | 1.898.710(+1,8%) | 42.960(+1%) |
| 2020-11-13 | 2020-11-13 | | 1.922.504(+1,3%) | 43.892(+2,2%) |
| 2020-11-14 | 2020-11-14 | | 1.954.599(+1,7%) | 44.246(+0,81%) |
| 2020-11-15 | 2020-11-15 | | 1.981.827(+1,4%) | 44.548(+0,68%) |
| 2020-11-16 | 2020-11-16 | | 1.991.233(+0,47%) | 45.054(+1,1%) |
| 2020-11-17 | 2020-11-17 | | 2.036.755(+2,3%) | 46.273(+2,7%) |
| 2020-11-18 | 2020-11-18 | | 2.065.138(+1,4%) | 46.698(+0,92%) |
| 2020-11-19 | 2020-11-19 | | 2.086.288(+1%) | 47.127(+0,92%) |
| 2020-11-20 | 2020-11-20 | | 2.109.170(+1,1%) | 48.265(+2,4%) |
| 2020-11-21 | 2020-11-21 | | 2.127.051(+0,85%) | 48.518(+0,52%) |
| 2020-11-22 | 2020-11-22 | | 2.140.208(+0,62%) | 48.732(+0,44%) |
| 2020-11-23 | 2020-11-23 | | 2.144.660(+0,21%) | 49.232(+1%) |
| 2020-11-24 | 2020-11-24 | | 2.153.815(+0,43%) | 50.237(+2%) |
| 2020-11-25 | 2020-11-25 | | 2.170.097(+0,76%) | 50.618(+0,76%) |
| 2020-11-26 | 2020-11-26 | | 2.183.660(+0,62%) | 50.957(+0,67%) |
| 2020-11-27 | 2020-11-27 | | 2.196.119(+0,57%) | 51.914(+1,9%) |
| 2020-11-28 | 2020-11-28 | | 2.208.699(+0,57%) | 52.127(+0,41%) |
| 2020-11-29 | 2020-11-29 | | 2.218.483(+0,44%) | 52.325(+0,38%) |
| 2020-11-30 | 2020-11-30 | | 2.222.488(+0,18%) | 52.731(+0,78%) |
| 2020-12-01 | 2020-12-01 | | 2.230.571(+0,36%) | 53.506(+1,5%) |
| 2020-12-02 | 2020-12-02 | | 2.244.635(+0,63%) | 53.816(+0,58%) |
| 2020-12-03 | 2020-12-03 | | 2.257.331(+0,57%) | 54.140(+0,6%) |
| 2020-12-04 | 2020-12-04 | | 2.268.552(+0,5%) | 54.767(+1,2%) |
| 2020-12-05 | 2020-12-05 | | 2.281.475(+0,57%) | 54.981(+0,39%) |
| 2020-12-06 | 2020-12-06 | | 2.292.497(+0,48%) | 55.155(+0,32%) |
| 2020-12-07 | 2020-12-07 | | 2.295.908(+0,15%) | 55.521(+0,66%) |
| 2020-12-08 | 2020-12-08 | | 2.309.621(+0,6%) | 56.352(+1,5%) |
| 2020-12-09 | 2020-12-09 | | 2.324.216(+0,63%) | 56.648(+0,53%) |
| 2020-12-10 | 2020-12-10 | | 2.337.966(+0,59%) | 56.940(+0,52%) |
| 2020-12-11 | 2020-12-11 | | 2.351.372(+0,57%) | 57.567(+1,1%) |
| 2020-12-12 | 2020-12-12 | | 2.365.319(+0,59%) | 57.761(+0,34%) |
| 2020-12-13 | 2020-12-13 | | 2.376.852(+0,49%) | 57.911(+0,26%) |
| 2020-12-14 | 2020-12-14 | | 2.379.915(+0,13%) | 58.282(+0,64%) |
| 2020-12-15 | 2020-12-15 | | 2.391.447(+0,48%) | 59.072(+1,4%) |
| 2020-12-16 | 2020-12-16 | | 2.409.062(+0,74%) | 59.361(+0,49%) |
| 2020-12-17 | 2020-12-17 | | 2.427.316(+0,76%) | 59.619(+0,43%) |
| 2020-12-18 | 2020-12-18 | | 2.442.990(+0,65%) | 60.229(+1%) |
| 2020-12-19 | 2020-12-19 | | 2.460.555(+0,72%) | 60.418(+0,31%) |
| 2020-12-20 | 2020-12-20 | | 2.473.354(+0,52%) | 60.549(+0,22%) |
| 2020-12-21 | 2020-12-21 | | 2.479.151(+0,23%) | 60.900(+0,58%) |
| 2020-12-22 | 2020-12-22 | | 2.490.946(+0,48%) | 61.702(+1,3%) |
| 2020-12-23 | 2020-12-23 | | 2.505.875(+0,6%) | 61.978(+0,45%) |
| 2020-12-24 | 2020-12-24 | | 2.527.509(+0,86%) | 62.268(+0,47%) |
| 2020-12-25 | 2020-12-25 | | 2.547.771(+0,8%) | 62.427(+0,26%) |
| 2020-12-26 | 2020-12-26 | | 2.550.864(+0,12%) | 62.573(+0,23%) |
| 2020-12-27 | 2020-12-27 | | 2.559.686(+0,35%) | 62.746(+0,28%) |
| 2020-12-28 | 2020-12-28 | | 2.562.646(+0,12%) | 63.109(+0,58%) |
| 2020-12-29 | 2020-12-29 | | 2.574.041(+0,44%) | 64.078(+1,5%) |
| 2020-12-30 | | | | |
| 2020-12-31 | 2020-12-31 | | 2.620.425(n.a.) | 64.632(n.a.) |
| 2021-01-01 | 2021-01-01 | | 2.639.773(+0,74%) | 64.765(+0,21%) |
| 2021-01-02 | 2021-01-02 | | 2.643.239(+0,13%) | 64.921(+0,24%) |
| 2021-01-03 | 2021-01-03 | | 2.655.728(+0,47%) | 65.037(+0,18%) |
| 2021-01-04 | 2021-01-04 | | 2.659.750(+0,15%) | 65.415(+0,58%) |
| 2021-01-05 | 2021-01-05 | | 2.680.239(+0,77%) | 66.282(+1,3%) |
| 2021-01-06 | 2021-01-06 | | 2.705.618(+0,95%) | 66.565(+0,43%) |
| 2021-01-07 | 2021-01-07 | | 2.727.321(+0,8%) | 66.841(+0,41%) |
| 2021-01-08 | 2021-01-08 | | 2.747.135(+0,73%) | 67.431(+0,88%) |
| 2021-01-09 | 2021-01-09 | | 2.767.312(+0,73%) | 67.599(+0,25%) |
| 2021-01-10 | 2021-01-10 | | 2.783.256(+0,58%) | 67.750(+0,22%) |
| 2021-01-11 | 2021-01-11 | | 2.786.838(+0,13%) | 67.750(=) |
| 2021-01-12 | 2021-01-12 | | 2.806.590(+0,71%) | 68.802(+1,6%) |
| 2021-01-13 | 2021-01-13 | | 2.830.442(+0,85%) | 69.031(+0,33%) |
| 2021-01-14 | 2021-01-14 | | 2.851.670(+0,75%) | 69.313(+0,41%) |
| 2021-01-15 | 2021-01-15 | | 2.872.941(+0,75%) | 69.949(+0,92%) |
| 2021-01-16 | 2021-01-16 | | 2.894.347(+0,75%) | 70.142(+0,28%) |
| 2021-01-17 | 2021-01-17 | | 2.910.989(+0,57%) | 70.283(+0,2%) |
| 2021-01-18 | 2021-01-18 | | 2.914.725(+0,13%) | 70.686(+0,57%) |
| 2021-01-19 | 2021-01-19 | | 2.938.333(+0,81%) | 71.342(+0,93%) |
| 2021-01-20 | 2021-01-20 | | 2.965.117(+0,91%) | 71.652(+0,43%) |
| 2021-01-21 | 2021-01-21 | | 2.987.965(+0,77%) | 71.998(+0,48%) |
| 2021-01-22 | 2021-01-22 | | 3.011.257(+0,78%) | 72.647(+0,9%) |
| 2021-01-23 | 2021-01-23 | | 3.035.181(+0,79%) | 72.877(+0,32%) |
| 2021-01-24 | 2021-01-24 | | 3.053.617(+0,61%) | 73.049(+0,24%) |
| 2021-01-25 | 2021-01-25 | | 3.057.857(+0,14%) | 73.494(+0,61%) |
| 2021-01-26 | 2021-01-26 | | 3.079.943(+0,72%) | 74.106(+0,83%) |
| 2021-01-27 | 2021-01-27 | | 3.106.859(+0,87%) | 74.456(+0,47%) |
| 2021-01-28 | 2021-01-28 | | 3.130.629(+0,77%) | 74.800(+0,46%) |
| 2021-01-29 | 2021-01-29 | | 3.153.487(+0,73%) | 75.620(+1,1%) |
| 2021-01-30 | 2021-01-30 | | 3.177.879(+0,77%) | 75.862(+0,32%) |
| 2021-01-31 | 2021-01-31 | | 3.197.114(+0,61%) | 76.057(+0,26%) |
| 2021-02-01 | 2021-02-01 | | 3.201.461(+0,14%) | 76.512(+0,6%) |
| 2021-02-02 | 2021-02-02 | | 3.224.798(+0,73%) | 77.238(+0,95%) |
| 2021-02-03 | 2021-02-03 | | 3.251.160(+0,82%) | 77.595(+0,46%) |
| 2021-02-04 | 2021-02-04 | | 3.274.608(+0,72%) | 77.952(+0,46%) |
| 2021-02-05 | 2021-02-05 | | 3.296.747(+0,68%) | 78.603(+0,84%) |
| 2021-02-06 | 2021-02-06 | | 3.317.333(+0,62%) | 78.794(+0,24%) |
| 2021-02-07 | 2021-02-07 | | 3.337.048(+0,59%) | 78.965(+0,22%) |
| 2021-02-08 | 2021-02-08 | | 3.341.365(+0,13%) | 79.423(+0,58%) |
| 2021-02-09 | 2021-02-09 | | 3.360.235(+0,56%) | 80.147(+0,91%) |
| 2021-02-10 | 2021-02-10 | | 3.385.622(+0,76%) | 80.443(+0,37%) |
| 2021-02-11 | 2021-02-11 | | 3.406.685(+0,62%) | 80.803(+0,45%) |
| 2021-02-12 | 2021-02-12 | | 3.427.386(+0,61%) | 81.448(+0,8%) |
| 2021-02-13 | 2021-02-13 | | 3.448.617(+0,62%) | 81.647(+0,24%) |
| 2021-02-14 | 2021-02-14 | | 3.465.163(+0,48%) | 81.814(+0,2%) |
| 2021-02-15 | 2021-02-15 | | 3.469.539(+0,13%) | 82.226(+0,5%) |
| 2021-02-16 | 2021-02-16 | | 3.489.129(+0,56%) | 82.812(+0,71%) |
| 2021-02-17 | 2021-02-17 | | 3.514.147(+0,72%) | 83.122(+0,37%) |
| 2021-02-18 | 2021-02-18 | | 3.536.648(+0,64%) | 83.393(+0,33%) |
| 2021-02-19 | 2021-02-19 | | 3.560.764(+0,68%) | 83.964(+0,68%) |
| 2021-02-20 | 2021-02-20 | | 3.583.135(+0,63%) | 84.147(+0,22%) |
| 2021-02-21 | 2021-02-21 | | 3.605.181(+0,62%) | 84.280(+0,16%) |
| 2021-02-22 | 2021-02-22 | | 3.609.827(+0,13%) | 84.613(+0,4%) |
| 2021-02-23 | 2021-02-23 | | 3.629.891(+0,56%) | 85.044(+0,51%) |
| 2021-02-24 | 2021-02-24 | | 3.661.410(+0,87%) | 85.321(+0,33%) |
| 2021-02-25 | 2021-02-25 | | 3.686.813(+0,69%) | 85.582(+0,31%) |
| 2021-02-26 | 2021-02-26 | | 3.712.020(+0,68%) | 86.121(+0,63%) |
| 2021-02-27 | 2021-02-27 | | 3.736.016(+0,65%) | 86.306(+0,21%) |
| 2021-02-28 | 2021-02-28 | | 3.755.968(+0,53%) | 86.428(+0,14%) |
| 2021-03-01 | 2021-03-01 | | 3.760.671(+0,13%) | 86.803(+0,43%) |
| 2021-03-02 | 2021-03-02 | | 3.783.528(+0,61%) | 87.220(+0,48%) |
| 2021-03-03 | 2021-03-03 | | 3.810.316(+0,71%) | 87.542(+0,37%) |
| 2021-03-04 | 2021-03-04 | | 3.835.595(+0,66%) | 87.835(+0,33%) |
| 2021-03-05 | 2021-03-05 | | 3.859.102(+0,61%) | 88.274(+0,5%) |
| 2021-03-06 | 2021-03-06 | | 3.882.408(+0,6%) | 88.444(+0,19%) |
| 2021-03-07 | 2021-03-07 | | 3.904.233(+0,56%) | 88.574(+0,15%) |
| 2021-03-08 | 2021-03-08 | | 3.909.560(+0,14%) | 88.933(+0,41%) |
| 2021-03-09 | 2021-03-09 | | 3.932.862(+0,6%) | 89.301(+0,41%) |
| 2021-03-10 | 2021-03-10 | | 3.963.165(+0,77%) | 89.632(+0,37%) |
| 2021-03-11 | 2021-03-11 | | 3.990.331(+0,69%) | 89.897(+0,3%) |
| 2021-03-12 | 2021-03-12 | | 4.015.560(+0,63%) | 90.120(+0,25%) |
| 2021-03-13 | 2021-03-13 | | 4.045.319(+0,74%) | 90.289(+0,19%) |
| 2021-03-14 | 2021-03-14 | | 4.071.662(+0,65%) | 90.429(+0,16%) |
| 2021-03-15 | 2021-03-15 | | 4.078.133(+0,16%) | 90.762(+0,37%) |
| 2021-03-16 | 2021-03-16 | | 4.108.108(+0,74%) | 91.170(+0,45%) |
| 2021-03-17 | 2021-03-17 | | 4.146.609(+0,94%) | 91.411(+0,26%) |
| 2021-03-18 | 2021-03-18 | | 4.181.607(+0,84%) | 91.679(+0,29%) |
| 2021-03-19 | 2021-03-19 | | 4.216.695(+0,84%) | 91.964(+0,31%) |
| 2021-03-20 | 2021-03-20 | | 4.252.022(+0,84%) | 92.140(+0,19%) |
| 2021-03-21 | 2021-03-21 | | 4.282.603(+0,72%) | 92.278(+0,15%) |
| 2021-03-22 | 2021-03-22 | | 4.298.395(+0,37%) | 92.621(+0,37%) |
| 2021-03-23 | 2021-03-23 | | 4.313.073(+0,34%) | 92.908(+0,31%) |
| 2021-03-24 | 2021-03-24 | | 4.378.446(+1,5%) | 93.153(+0,26%) |
| 2021-03-25 | 2021-03-25 | | 4.424.087(+1%) | 93.378(+0,24%) |
| 2021-03-26 | 2021-03-26 | | 4.465.956(+0,95%) | 94.275(+0,96%) |
| 2021-03-27 | 2021-03-27 | | 4.508.575(+0,95%) | 94.465(+0,2%) |
| 2021-03-28 | 2021-03-28 | | 4.545.589(+0,82%) | 94.596(+0,14%) |
| 2021-03-29 | 2021-03-29 | | 4.554.683(+0,2%) | 94.956(+0,38%) |
| 2021-03-30 | 2021-03-30 | | 4.585.385(+0,67%) | 95.337(+0,4%) |
| 2021-03-31 | 2021-03-31 | | 4.644.423(+1,3%) | 95.640(+0,32%) |
| 2021-04-01 | 2021-04-01 | | 4.695.082(+1,1%) | 95.948(+0,32%) |
| 2021-04-02 | 2021-04-02 | | 4.741.759(+0,99%) | 96.280(+0,35%) |
| 2021-04-03 | 2021-04-03 | | 4.755.676(+0,29%) | 96.465(+0,19%) |
| 2021-04-04 | 2021-04-04 | | 4.822.470(+1,4%) | 96.650(+0,19%) |
| 2021-04-05 | 2021-04-05 | | 4.833.263(+0,22%) | 96.847(+0,2%) |
| 2021-04-06 | 2021-04-06 | | 4.841.308(+0,17%) | 97.273(+0,44%) |
| 2021-04-07 | 2021-04-07 | | 4.854.259(+0,27%) | 97.694(+0,43%) |
| 2021-04-08 | 2021-04-08 | | 4.939.258(+1,8%) | 98.037(+0,35%) |
| 2021-04-09 | 2021-04-09 | | 4.980.501(+0,84%) | 98.367(+0,34%) |
| 2021-04-10 | 2021-04-10 | | 5.023.785(+0,87%) | 98.574(+0,21%) |
| 2021-04-11 | 2021-04-11 | | 5.058.680(+0,69%) | 98.750(+0,18%) |
| 2021-04-12 | 2021-04-12 | | 5.067.216(+0,17%) | 99.135(+0,39%) |
| 2021-04-13 | 2021-04-13 | | 5.106.329(+0,77%) | 99.480(+0,35%) |
| 2021-04-14 | 2021-04-14 | | 5.149.834(+0,85%) | 99.777(+0,3%) |
| 2021-04-15 | 2021-04-15 | | 5.187.879(+0,74%) | 100.073(+0,3%) |
| 2021-04-16 | 2021-04-16 | | 5.224.321(+0,7%) | 100.404(+0,33%) |
| 2021-04-17 | 2021-04-17 | | 5.260.182(+0,69%) | 100.593(+0,19%) |
| 2021-04-18 | 2021-04-18 | | 5.289.526(+0,56%) | 100.733(+0,14%) |
| 2021-04-19 | 2021-04-19 | | 5.296.222(+0,13%) | 101.180(+0,44%) |
| 2021-04-20 | 2021-04-20 | | 5.339.320(+0,81%) | 101.568(+0,38%) |
| 2021-04-21 | 2021-04-21 | | 5.374.288(+0,65%) | 101.881(+0,31%) |
| 2021-04-22 | 2021-04-22 | | 5.408.606(+0,64%) | 102.164(+0,28%) |
| 2021-04-23 | 2021-04-23 | | 5.440.946(+0,6%) | 102.496(+0,32%) |
| 2021-04-24 | 2021-04-24 | | 5.473.579(+0,6%) | 102.713(+0,21%) |
| 2021-04-25 | 2021-04-25 | | 5.498.044(+0,45%) | 102.858(+0,14%) |
| 2021-04-26 | 2021-04-26 | | 5.503.996(+0,11%) | 103.256(+0,39%) |
| 2021-04-27 | 2021-04-27 | | 5.534.313(+0,55%) | 103.603(+0,34%) |
| 2021-04-28 | 2021-04-28 | | 5.565.852(+0,57%) | 103.918(+0,3%) |
| 2021-04-29 | 2021-04-29 | | 5.592.390(+0,48%) | 104.224(+0,29%) |
| 2021-04-30 | 2021-04-30 | | 5.616.689(+0,43%) | 104.514(+0,28%) |
| 2021-05-01 | 2021-05-01 | | 5.642.359(+0,46%) | 104.706(+0,18%) |
| 2021-05-02 | 2021-05-02 | | 5.652.247(+0,18%) | 104.819(+0,11%) |
| 2021-05-03 | 2021-05-03 | | 5.656.007(+0,07%) | 105.130(+0,3%) |
| 2021-05-04 | 2021-05-04 | | 5.680.378(+0,43%) | 105.416(+0,27%) |
| 2021-05-05 | 2021-05-05 | | 5.706.378(+0,46%) | 105.631(+0,2%) |
| 2021-05-06 | 2021-05-06 | | 5.728.090(+0,38%) | 105.850(+0,21%) |
| 2021-05-07 | 2021-05-07 | | 5.747.214(+0,33%) | 106.101(+0,24%) |
| 2021-05-08 | 2021-05-08 | | 5.767.959(+0,36%) | 106.277(+0,17%) |
| 2021-05-09 | 2021-05-09 | | 5.777.087(+0,16%) | 106.392(+0,11%) |
| 2021-05-10 | 2021-05-10 | | 5.780.379(+0,06%) | 106.684(+0,27%) |
| 2021-05-11 | 2021-05-11 | | 5.800.170(+0,34%) | 106.935(+0,24%) |
| 2021-05-12 | 2021-05-12 | | 5.821.668(+0,37%) | 107.148(+0,2%) |
| 2021-05-13 | 2021-05-13 | | 5.841.129(+0,33%) | 107.279(+0,12%) |
| 2021-05-14 | 2021-05-14 | | 5.848.154(+0,12%) | 107.452(+0,16%) |
| 2021-05-15 | 2021-05-15 | | 5.863.839(+0,27%) | 107.564(+0,1%) |
| 2021-05-16 | 2021-05-16 | | 5.877.787(+0,24%) | 107.645(+0,08%) |
| 2021-05-17 | 2021-05-17 | | 5.881.137(+0,06%) | 107.841(+0,18%) |
| 2021-05-18 | 2021-05-18 | | 5.898.347(+0,29%) | 108.069(+0,21%) |
| 2021-05-19 | 2021-05-19 | | 5.917.397(+0,32%) | 108.210(+0,13%) |
| 2021-05-20 | 2021-05-20 | | 5.568.551(−5,9%) | 108.343(+0,12%) |
| 2021-05-21 | 2021-05-21 | | 5.581.351(+0,23%) | 108.466(+0,11%) |
| 2021-05-22 | 2021-05-22 | | 5.593.962(+0,23%) | 108.466(=) |
| 2021-05-23 | 2021-05-23 | | 5.603.666(+0,17%) | 108.625(+0,15%) |
| 2021-05-24 | 2021-05-24 | | 5.605.895(+0,04%) | 108.687(+0,06%) |
| 2021-05-25 | 2021-05-25 | | 5.609.050(+0,06%) | 108.908(+0,2%) |
| 2021-05-26 | 2021-05-26 | | 5.621.696(+0,23%) | 109.052(+0,13%) |
| 2021-05-27 | 2021-05-27 | | 5.635.629(+0,25%) | 109.194(+0,13%) |
| 2021-05-28 | 2021-05-28 | | 5.646.897(+0,2%) | 109.319(+0,11%) |
| 2021-05-29 | 2021-05-29 | | 5.657.572(+0,19%) | 109.387(+0,06%) |
| 2021-05-30 | 2021-05-30 | | 5.666.113(+0,15%) | 109.431(+0,04%) |
| 2021-05-31 | 2021-05-31 | | 5.667.324(+0,02%) | 109.557(+0,12%) |
| 2021-06-01 | 2021-06-01 | | 5.677.172(+0,17%) | 109.691(+0,12%) |
| 2021-06-02 | 2021-06-02 | | 5.685.915(+0,15%) | 109.787(+0,09%) |
| 2021-06-03 | 2021-06-03 | | 5.694.076(+0,14%) | 109.857(+0,06%) |
| 2021-06-04 | 2021-06-04 | | 5.701.029(+0,12%) | 109.945(+0,08%) |
| 2021-06-05 | 2021-06-05 | | 5.707.683(+0,12%) | 110.002(+0,05%) |
| 2021-06-06 | 2021-06-06 | | 5.712.753(+0,09%) | 110.027(+0,02%) |
| 2021-06-07 | 2021-06-07 | | 5.713.917(+0,02%) | 110.091(+0,06%) |
| 2021-06-08 | 2021-06-08 | | 5.719.935(+0,11%) | 110.137(+0,04%) |
| 2021-06-09 | 2021-06-09 | | 5.725.492(+0,1%) | 110.231(+0,09%) |
| 2021-06-10 | 2021-06-10 | | 5.729.967(+0,08%) | 110.299(+0,06%) |
| 2021-06-11 | 2021-06-11 | | 5.733.838(+0,07%) | 110.373(+0,07%) |
| 2021-06-12 | 2021-06-12 | | 5.737.810(+0,07%) | 110.407(+0,03%) |
| 2021-06-13 | 2021-06-13 | | 5.740.665(+0,05%) | 110.420(+0,01%) |
| 2021-06-14 | 2021-06-14 | | 5.741.354(+0,01%) | 110.483(+0,06%) |
| 2021-06-15 | 2021-06-15 | | 5.744.589(+0,06%) | 110.563(+0,07%) |
| 2021-06-16 | 2021-06-16 | | 5.747.647(+0,05%) | 110.607(+0,04%) |
| 2021-06-17 | 2021-06-17 | | 5.750.433(+0,05%) | 110.663(+0,05%) |
| 2021-06-18 | 2021-06-18 | | 5.752.872(+0,04%) | 110.731(+0,06%) |
| 2021-06-19 | 2021-06-19 | | 5.755.496(+0,05%) | 110.753(+0,02%) |
| 2021-06-20 | 2021-06-20 | | 5.757.311(+0,03%) | 110.767(+0,01%) |
| 2021-06-21 | 2021-06-21 | | 5.757.798(+0,01%) | 110.807(+0,04%) |
| 2021-06-22 | 2021-06-22 | | 5.760.002(+0,04%) | 110.858(+0,05%) |
| 2021-06-23 | 2021-06-23 | | 5.762.322(+0,04%) | 110.891(+0,03%) |
| 2021-06-24 | 2021-06-24 | | 5.764.329(+0,03%) | 110.935(+0,04%) |
| 2021-06-25 | 2021-06-25 | | 5.766.315(+0,03%) | 110.968(+0,03%) |
| 2021-06-26 | 2021-06-26 | | 5.768.443(+0,04%) | 110.980(+0,01%) |
| 2021-06-27 | 2021-06-27 | | 5.770.021(+0,03%) | 110.997(+0,02%) |
| 2021-06-28 | 2021-06-28 | | 5.770.530(+0,01%) | 111.041(+0,04%) |
| 2021-06-29 | 2021-06-29 | | 5.772.844(+0,04%) | 111.086(+0,04%) |
| 2021-06-30 | 2021-06-30 | | 5.775.301(+0,04%) | 111.111(+0,02%) |
| 2021-07-01 | 2021-07-01 | | 5.777.965(+0,05%) | 111.140(+0,03%) |
| 2021-07-02 | 2021-07-02 | | 5.780.648(+0,05%) | 111.164(+0,02%) |
| 2021-07-03 | 2021-07-03 | | 5.783.654(+0,05%) | 111.181(+0,02%) |
| 2021-07-04 | 2021-07-04 | | 5.786.203(+0,04%) | 111.190(+0,01%) |
| 2021-07-05 | 2021-07-05 | | 5.786.999(+0,01%) | 111.226(+0,03%) |
| 2021-07-06 | 2021-07-06 | | 5.790.584(+0,06%) | 111.260(+0,03%) |
| 2021-07-07 | 2021-07-07 | | 5.794.665(+0,07%) | 111.288(+0,03%) |
| 2021-07-08 | 2021-07-08 | | 5.799.107(+0,08%) | 111.313(+0,02%) |
| 2021-07-09 | 2021-07-09 | | 5.803.687(+0,08%) | 111.331(+0,02%) |
| 2021-07-10 | 2021-07-10 | | 5.808.383(+0,08%) | 111.350(+0,02%) |
| 2021-07-11 | 2021-07-11 | | 5.812.639(+0,07%) | 111.354(=) |
| 2021-07-12 | 2021-07-12 | | 5.813.899(+0,02%) | 111.382(+0,03%) |
| 2021-07-13 | 2021-07-13 | | 5.820.849(+0,12%) | 111.436(+0,05%) |
| 2021-07-14 | 2021-07-14 | | 5.829.724(+0,15%) | 111.442(+0,01%) |
| 2021-07-15 | 2021-07-15 | | 5.833.341(+0,06%) | 111.458(+0,01%) |
| 2021-07-16 | 2021-07-16 | | 5.844.249(+0,19%) | 111.480(+0,02%) |
| 2021-07-17 | 2021-07-17 | | 5.855.198(+0,19%) | 111.496(+0,01%) |
| 2021-07-18 | 2021-07-18 | | 5.867.730(+0,21%) | 111.501(=) |
| 2021-07-19 | 2021-07-19 | | 5.871.881(+0,07%) | 111.521(+0,02%) |
| 2021-07-20 | 2021-07-20 | | 5.890.062(+0,31%) | 111.554(+0,03%) |
| 2021-07-21 | 2021-07-21 | | 5.911.601(+0,37%) | 111.576(+0,02%) |
| 2021-07-22 | 2021-07-22 | | 5.933.510(+0,37%) | 111.587(+0,01%) |
| 2021-07-23 | 2021-07-23 | | 5.955.003(+0,36%) | 111.616(+0,03%) |
| 2021-07-24 | 2021-07-24 | | 5.977.770(+0,38%) | 111.638(+0,02%) |
| 2021-07-25 | 2021-07-25 | | 5.993.937(+0,27%) | 111.644(+0,01%) |
| 2021-07-26 | 2021-07-26 | | 5.999.244(+0,09%) | 111.688(+0,04%) |
| 2021-07-27 | 2021-07-27 | | 6.026.115(+0,45%) | 111.725(+0,03%) |
| 2021-07-28 | 2021-07-28 | | 6.054.049(+0,46%) | 111.768(+0,04%) |
| 2021-07-29 | 2021-07-29 | | 6.057.472(+0,06%) | 111.792(+0,02%) |
| 2021-07-30 | 2021-07-30 | | 6.103.548(+0,76%) | 111.855(+0,06%) |
| 2021-07-31 | 2021-07-31 | | 6.127.019(+0,38%) | 111.898(+0,04%) |
| 2021-08-01 | 2021-08-01 | | 6.146.619(+0,32%) | 111.916(+0,02%) |
| 2021-08-02 | 2021-08-02 | | 6.151.803(+0,08%) | 111.967(+0,05%) |
| 2021-08-03 | 2021-08-03 | | 6.178.632(+0,44%) | 112.033(+0,06%) |
| 2021-08-04 | 2021-08-04 | | 6.207.416(+0,47%) | 112.081(+0,04%) |
| 2021-08-05 | 2021-08-05 | | 6.233.876(+0,43%) | 112.130(+0,04%) |
| 2021-08-06 | 2021-08-06 | | 6.258.953(+0,4%) | 112.190(+0,05%) |
| 2021-08-07 | 2021-08-07 | | 6.284.708(+0,41%) | 112.222(+0,03%) |
| 2021-08-08 | 2021-08-08 | | 6.305.158(+0,33%) | 112.250(+0,02%) |
| 2021-08-09 | 2021-08-09 | | 6.310.933(+0,09%) | 112.318(+0,06%) |
| 2021-08-10 | 2021-08-10 | | 6.339.509(+0,45%) | 112.403(+0,08%) |
| 2021-08-11 | 2021-08-11 | | 6.370.429(+0,49%) | 112.456(+0,05%) |
| 2021-08-12 | 2021-08-12 | | 6.398.983(+0,45%) | 112.533(+0,07%) |
| 2021-08-13 | 2021-08-13 | | 6.425.436(+0,41%) | 112.607(+0,07%) |
| 2021-08-14 | 2021-08-14 | | 6.449.863(+0,38%) | 112.658(+0,05%) |
| 2021-08-15 | 2021-08-15 | | 6.471.035(+0,33%) | 112.702(+0,04%) |
| 2021-08-16 | 2021-08-16 | | 6.476.864(+0,09%) | 112.798(+0,09%) |
| 2021-08-17 | 2021-08-17 | | 6.504.978(+0,43%) | 112.943(+0,13%) |
| 2021-08-18 | 2021-08-18 | | 6.533.383(+0,44%) | 113.055(+0,1%) |
| 2021-08-19 | 2021-08-19 | | 6.557.356(+0,37%) | 113.182(+0,11%) |
| 2021-08-20 | 2021-08-20 | | 6.579.675(+0,34%) | 113.264(+0,07%) |
| 2021-08-21 | 2021-08-21 | | 6.602.311(+0,34%) | 113.328(+0,06%) |
| 2021-08-22 | 2021-08-22 | | 6.619.611(+0,26%) | 113.372(+0,04%) |
| 2021-08-23 | 2021-08-23 | | 6.624.777(+0,08%) | 113.595(+0,2%) |
| 2021-08-24 | 2021-08-24 | | 6.649.630(+0,38%) | 113.788(+0,17%) |
| 2021-08-25 | 2021-08-25 | | 6.673.336(+0,36%) | 113.881(+0,08%) |
| 2021-08-26 | 2021-08-26 | | 6.693.019(+0,29%) | 113.988(+0,09%) |
| 2021-08-27 | 2021-08-27 | | 6.711.268(+0,27%) | 114.083(+0,08%) |
| 2021-08-28 | 2021-08-28 | | 6.728.858(+0,26%) | 114.157(+0,06%) |
| 2021-08-29 | 2021-08-29 | | 6.742.488(+0,2%) | 114.210(+0,05%) |
| 2021-08-30 | 2021-08-30 | | 6.746.283(+0,06%) | 114.308(+0,09%) |
| 2021-08-31 | 2021-08-31 | | 6.765.708(+0,29%) | 114.494(+0,16%) |
| 2021-09-01 | 2021-09-01 | | 6.783.329(+0,26%) | 114.577(+0,07%) |
| 2021-09-02 | 2021-09-02 | | 6.799.240(+0,23%) | 114.680(+0,09%) |
| 2021-09-03 | 2021-09-03 | | 6.812.706(+0,2%) | 114.773(+0,08%) |
| 2021-09-04 | 2021-09-04 | | 6.826.042(+0,2%) | 114.856(+0,07%) |
| 2021-09-05 | 2021-09-05 | | 6.836.452(+0,15%) | 114.905(+0,04%) |
| 2021-09-06 | 2021-09-06 | | 6.839.494(+0,04%) | 115.007(+0,09%) |
| 2021-09-07 | 2021-09-07 | | 6.854.028(+0,21%) | 115.159(+0,13%) |
| 2021-09-08 | 2021-09-08 | | 6.866.856(+0,19%) | 115.259(+0,09%) |
| 2021-09-09 | 2021-09-09 | | 6.877.825(+0,16%) | 115.362(+0,09%) |
| 2021-09-10 | 2021-09-10 | | 6.887.791(+0,14%) | 115.442(+0,07%) |
| 2021-09-11 | 2021-09-11 | | 6.897.392(+0,14%) | 115.488(+0,04%) |
| 2021-09-12 | 2021-09-12 | | 6.905.071(+0,11%) | 115.517(+0,03%) |
| 2021-09-13 | 2021-09-13 | | 6.907.133(+0,03%) | 115.603(+0,07%) |
| 2021-09-14 | 2021-09-14 | | 6.917.460(+0,15%) | 115.752(+0,13%) |
| 2021-09-15 | 2021-09-15 | | 6.926.604(+0,13%) | 115.829(+0,07%) |
| 2021-09-16 | 2021-09-16 | | 6.934.732(+0,12%) | 115.894(+0,06%) |
| 2021-09-17 | 2021-09-17 | | 6.942.105(+0,11%) | 115.960(+0,06%) |
| 2021-09-18 | 2021-09-18 | | 6.949.519(+0,11%) | 116.002(+0,04%) |
| 2021-09-19 | 2021-09-19 | | 6.955.333(+0,08%) | 116.030(+0,02%) |
| 2021-09-20 | 2021-09-20 | | 6.956.848(+0,02%) | 116.050(+0,02%) |
| 2021-09-21 | 2021-09-21 | | 6.964.699(+0,11%) | 116.251(+0,17%) |
| 2021-09-22 | 2021-09-22 | | 6.971.493(+0,1%) | 116.309(+0,05%) |
| 2021-09-23 | 2021-09-23 | | 6.977.722(+0,09%) | 116.371(+0,05%) |
| 2021-09-24 | 2021-09-24 | | 6.983.601(+0,08%) | 116.420(+0,04%) |
| 2021-09-25 | 2021-09-25 | | 6.989.613(+0,09%) | 116.449(+0,02%) |
| 2021-09-26 | 2021-09-26 | | 6.994.319(+0,07%) | 116.463(+0,01%) |
| 2021-09-27 | 2021-09-27 | | 6.995.628(+0,02%) | 116.537(+0,06%) |
| 2021-09-28 | 2021-09-28 | | 7.002.393(+0,1%) | 116.615(+0,07%) |
| 2021-09-29 | 2021-09-29 | | 7.008.228(+0,08%) | 116.657(+0,04%) |
| 2021-09-30 | 2021-09-30 | | 7.013.432(+0,07%) | 116.713(+0,05%) |
| 2021-10-01 | 2021-10-01 | | 7.018.367(+0,07%) | 116.759(+0,04%) |
| 2021-10-02 | 2021-10-02 | | 7.023.315(+0,07%) | 116.789(+0,03%) |
| 2021-10-03 | 2021-10-03 | | 7.027.059(+0,05%) | 116.798(+0,01%) |
| 2021-10-04 | 2021-10-04 | | 7.028.197(+0,02%) | 116.848(+0,04%) |
| 2021-10-05 | 2021-10-05 | | 7.033.755(+0,08%) | 116.923(+0,06%) |
| 2021-10-06 | 2021-10-06 | | 7.038.701(+0,07%) | 116.957(+0,03%) |
| 2021-10-07 | 2021-10-07 | | 7.043.316(+0,07%) | 116.991(+0,03%) |
| 2021-10-08 | 2021-10-08 | | 7.047.786(+0,06%) | 117.029(+0,03%) |
| 2021-10-09 | 2021-10-09 | | 7.052.520(+0,07%) | 117.044(+0,01%) |
| 2021-10-10 | 2021-10-10 | | 7.056.511(+0,06%) | 117.052(+0,01%) |
| 2021-10-11 | 2021-10-11 | | 7.057.631(+0,02%) | 117.082(+0,03%) |
| 2021-10-12 | 2021-10-12 | | 7.063.511(+0,08%) | 117.150(+0,06%) |
| 2021-10-13 | 2021-10-13 | | 7.069.089(+0,08%) | 117.173(+0,02%) |
| 2021-10-14 | 2021-10-14 | | 7.074.276(+0,07%) | 117.211(+0,03%) |
| 2021-10-15 | 2021-10-15 | | 7.080.375(+0,09%) | 117.245(+0,03%) |
| 2021-10-16 | 2021-10-16 | | 7.085.274(+0,07%) | 117.260(+0,01%) |
| 2021-10-17 | 2021-10-17 | | 7.089.052(+0,05%) | 117.265(=) |
| 2021-10-18 | 2021-10-18 | | 7.090.109(+0,01%) | 117.306(+0,03%) |
| 2021-10-19 | 2021-10-19 | | 7.096.043(+0,08%) | 117.355(+0,04%) |
| 2021-10-20 | 2021-10-20 | | 7.102.079(+0,09%) | 117.376(+0,02%) |
| 2021-10-21 | 2021-10-21 | | 7.108.206(+0,09%) | 117.411(+0,03%) |
| 2021-10-22 | 2021-10-22 | | 7.114.572(+0,09%) | 117.440(+0,02%) |
| 2021-10-23 | 2021-10-23 | | 7.120.863(+0,09%) | 117.463(+0,02%) |
| 2021-10-24 | 2021-10-24 | | 7.125.868(+0,07%) | 117.467(=) |
| 2021-10-25 | 2021-10-25 | | 7.127.163(+0,02%) | 117.508(+0,03%) |
| 2021-10-26 | 2021-10-26 | | 7.133.766(+0,09%) | 117.555(+0,04%) |
| 2021-10-27 | 2021-10-27 | | 7.140.294(+0,09%) | 117.589(+0,03%) |
| 2021-10-28 | 2021-10-28 | | 7.146.755(+0,09%) | 117.622(+0,03%) |
| 2021-10-29 | 2021-10-29 | | 7.153.188(+0,09%) | 117.649(+0,02%) |
| 2021-10-30 | 2021-10-30 | | 7.160.548(+0,1%) | 117.671(+0,02%) |
| 2021-10-31 | 2021-10-31 | | 7.166.877(+0,09%) | 117.683(+0,01%) |
| 2021-11-01 | 2021-11-01 | | 7.168.743(+0,03%) | 117.689(+0,01%) |
| 2021-11-02 | 2021-11-02 | | 7.170.782(+0,03%) | 117.763(+0,06%) |
| 2021-11-03 | 2021-11-03 | | 7.180.832(+0,14%) | 117.802(+0,03%) |
| 2021-11-04 | 2021-11-04 | | 7.190.334(+0,13%) | 117.849(+0,04%) |
| 2021-11-05 | 2021-11-05 | | 7.199.332(+0,13%) | 117.875(+0,02%) |
| 2021-11-06 | 2021-11-06 | | 7.208.937(+0,13%) | 117.900(+0,02%) |
| 2021-11-07 | 2021-11-07 | | 7.217.484(+0,12%) | 117.910(+0,01%) |
| 2021-11-08 | 2021-11-08 | | 7.219.681(+0,03%) | 117.965(+0,05%) |
| 2021-11-09 | 2021-11-09 | | 7.232.157(+0,17%) | 118.023(+0,05%) |
| 2021-11-10 | 2021-11-10 | | 7.244.040(+0,16%) | 118.056(+0,03%) |
| 2021-11-11 | 2021-11-11 | | 7.256.643(+0,17%) | 118.073(+0,01%) |
| 2021-11-12 | 2021-11-12 | | 7.260.503(+0,05%) | 118.121(+0,04%) |
| 2021-11-13 | 2021-11-13 | | 7.275.149(+0,2%) | 118.137(+0,01%) |
| 2021-11-14 | 2021-11-14 | | 7.287.645(+0,17%) | 118.154(+0,01%) |
| 2021-11-15 | 2021-11-15 | | 7.290.886(+0,04%) | 118.224(+0,06%) |
| 2021-11-16 | 2021-11-16 | | 7.310.664(+0,27%) | 118.271(+0,04%) |
| 2021-11-17 | 2021-11-17 | | 7.330.958(+0,28%) | 118.321(+0,04%) |
| 2021-11-18 | 2021-11-18 | | 7.351.324(+0,28%) | 118.373(+0,04%) |
| 2021-11-19 | 2021-11-19 | | 7.372.544(+0,29%) | 118.423(+0,04%) |
| 2021-11-20 | 2021-11-20 | | 7.395.222(+0,31%) | 118.446(+0,02%) |
| 2021-11-21 | 2021-11-21 | | 7.414.971(+0,27%) | 118.461(+0,01%) |
| 2021-11-22 | 2021-11-22 | | 7.420.237(+0,07%) | 118.555(+0,08%) |
| 2021-11-23 | 2021-11-23 | | 7.450.691(+0,41%) | 118.653(+0,08%) |
| 2021-11-24 | 2021-11-24 | | 7.483.282(+0,44%) | 118.705(+0,04%) |
| 2021-11-25 | 2021-11-25 | | 7.516.746(+0,45%) | 118.777(+0,06%) |
| 2021-11-26 | 2021-11-26 | | 7.551.182(+0,46%) | 118.837(+0,05%) |
| 2021-11-27 | 2021-11-27 | | 7.588.400(+0,49%) | 118.871(+0,03%) |
| 2021-11-28 | 2021-11-28 | | 7.620.048(+0,42%) | 118.894(+0,02%) |
| 2021-11-29 | 2021-11-29 | | 7.628.327(+0,11%) | 119.016(+0,1%) |
| 2021-11-30 | 2021-11-30 | | 7.675.504(+0,62%) | 119.131(+0,1%) |
| 2021-12-01 | 2021-12-01 | | 7.725.114(+0,65%) | 119.227(+0,08%) |
| 2021-12-02 | 2021-12-02 | | 7.773.530(+0,63%) | 119.330(+0,09%) |
| 2021-12-03 | 2021-12-03 | | 7.823.388(+0,64%) | 119.457(+0,11%) |
| 2021-12-04 | 2021-12-04 | | 7.875.012(+0,66%) | 119.506(+0,04%) |
| 2021-12-05 | 2021-12-05 | | 7.917.264(+0,54%) | 119.535(+0,02%) |
| 2021-12-06 | 2021-12-06 | | 7.928.572(+0,14%) | 113.199(−5,3%) |
| 2021-12-07 | 2021-12-07 | | 7.987.591(+0,74%) | 119.899(+5,9%) |
| 2021-12-08 | 2021-12-08 | | 8.048.931(+0,77%) | 120.032(+0,11%) |
| 2021-12-09 | 2021-12-09 | | 8.105.785(+0,71%) | 120.168(+0,11%) |
| 2021-12-10 | 2021-12-10 | | 8.161.124(+0,68%) | 120.318(+0,12%) |
| 2021-12-11 | 2021-12-11 | | 8.214.844(+0,66%) | 120.383(+0,05%) |
| 2021-12-12 | 2021-12-12 | | 8.258.692(+0,53%) | 120.431(+0,04%) |
| 2021-12-13 | 2021-12-13 | | 8.270.728(+0,15%) | 120.674(+0,2%) |
| 2021-12-14 | 2021-12-14 | | 8.334.133(+0,77%) | 120.832(+0,13%) |
| 2021-12-15 | 2021-12-15 | | 8.399.846(+0,79%) | 120.983(+0,12%) |
| 2021-12-16 | 2021-12-16 | | 8.460.712(+0,72%) | 121.171(+0,16%) |
| 2021-12-17 | 2021-12-17 | | 8.518.840(+0,69%) | 121.333(+0,13%) |
| 2021-12-18 | 2021-12-18 | | 8.577.376(+0,69%) | 121.418(+0,07%) |
| 2021-12-19 | 2021-12-19 | | 8.625.849(+0,57%) | 121.493(+0,06%) |
| 2021-12-20 | 2021-12-20 | | 8.640.924(+0,17%) | 121.717(+0,18%) |
| 2021-12-21 | 2021-12-21 | | 8.713.756(+0,84%) | 121.946(+0,19%) |
| 2021-12-22 | 2021-12-22 | | 8.798.028(+0,97%) | 122.116(+0,14%) |
| 2021-12-23 | 2021-12-23 | | 8.889.636(+1%) | 122.295(+0,15%) |
| 2021-12-24 | 2021-12-24 | | 8.983.760(+1,1%) | 122.462(+0,14%) |
| 2021-12-25 | 2021-12-25 | | 9.088.371(+1,2%) | 122.546(+0,07%) |
| 2021-12-26 | 2021-12-26 | | 9.116.068(+0,3%) | 122.642(+0,08%) |
| 2021-12-27 | 2021-12-27 | | 9.146.451(+0,33%) | 122.898(+0,21%) |
| 2021-12-28 | 2021-12-28 | | 9.326.258(+2%) | 123.188(+0,24%) |
| 2021-12-29 | 2021-12-29 | | 9.534.357(+2,2%) | 123.372(+0,15%) |
| 2021-12-30 | 2021-12-30 | | 9.740.600(+2,2%) | 123.552(+0,15%) |
| 2021-12-31 | 2021-12-31 | | 9.972.800(+2,4%) | 123.741(+0,15%) |
| 2022-01-01 | 2022-01-01 | | 10.191.826(+2,2%) | 123.851(+0,09%) |
| 2022-01-02 | 2022-01-02 | | 10.250.358(+0,57%) | 123.942(+0,07%) |
| 2022-01-03 | 2022-01-03 | | 10.317.819(+0,66%) | 124.212(+0,22%) |
| 2022-01-04 | 2022-01-04 | | 10.589.505(+2,6%) | 124.563(+0,28%) |
| 2022-01-05 | 2022-01-05 | | 10.921.757(+3,1%) | 124.809(+0,2%) |
| 2022-01-06 | 2022-01-06 | | 11.183.238(+2,4%) | 125.013(+0,16%) |
| 2022-01-07 | 2022-01-07 | | 11.511.452(+2,9%) | 125.206(+0,15%) |
| 2022-01-08 | 2022-01-08 | | 11.815.121(+2,6%) | 125.348(+0,11%) |
| 2022-01-09 | 2022-01-09 | | 12.111.218(+2,5%) | 125.438(+0,07%) |
| 2022-01-10 | 2022-01-10 | | 12.205.114(+0,78%) | 125.718(+0,22%) |
| 2022-01-11 | 2022-01-11 | | 12.573.263(+3%) | 126.059(+0,27%) |
| 2022-01-12 | 2022-01-12 | | 12.934.982(+2,9%) | 126.305(+0,2%) |
| 2022-01-13 | 2022-01-13 | | 13.240.304(+2,4%) | 126.530(+0,18%) |
| 2022-01-14 | 2022-01-14 | | 13.569.675(+2,5%) | 126.721(+0,15%) |
| 2022-01-15 | 2022-01-15 | | 13.894.255(+2,4%) | 126.869(+0,12%) |
| 2022-01-16 | 2022-01-16 | | 14.172.384(+2%) | 126.967(+0,08%) |
| 2022-01-17 | 2022-01-17 | | 14.472.938(+2,1%) | 127.263(+0,23%) |
| 2022-01-18 | 2022-01-18 | | 14.784.976(+2,2%) | 127.638(+0,29%) |
| 2022-01-19 | 2022-01-19 | | 15.107.916(+2,2%) | 127.869(+0,18%) |
| 2022-01-20 | 2022-01-20 | | 15.533.099(+2,8%) | 128.114(+0,19%) |
| 2022-01-21 | 2022-01-21 | | 16.001.498(+3%) | 128.347(+0,18%) |
| 2022-01-22 | 2022-01-22 | | 16.390.818(+2,4%) | 128.514(+0,13%) |
| Nguồn: Cơ quan Y tế Công Pháp / Bộ Đoàn kết và Y tế Ghi chú: 1. 2. 3. 4. 5. 6. 7. | | | | |

| Số ca COVID-19 tại Pháp tử vong hồi phục xác nhận | Số ca COVID-19 tại Pháp tử vong hồi phục xác nhận | Số ca COVID-19 tại Pháp tử vong hồi phục xác nhận | Số ca COVID-19 tại Pháp tử vong hồi phục xác nhận | Số ca COVID-19 tại Pháp tử vong hồi phục xác nhận |
| ------------------------------------------------- | ------------------------------------------------- | ------------------------------------------------- | ------------------------------------------------- | ------------------------------------------------- |
| Ngày                                              | Ngày                                              |                                                   | Số ca nhiễm                                       | Số ca nhiễm                                       |
| 2020-02-25                                        | 2020-02-25                                        |                                                   | 13&ngsp; (–)                                      | 13&ngsp; (–)                                      |
| 2020-02-26                                        | 2020-02-26                                        |                                                   | 18 (+38%)                                         | 18 (+38%)                                         |
| 2020-02-27                                        | 2020-02-27                                        |                                                   | 38 (+111%)                                        | 38 (+111%)                                        |
| 2020-02-28                                        | 2020-02-28                                        |                                                   | 57 (+50%)                                         | 57 (+50%)                                         |
| 2020-02-29                                        | 2020-02-29                                        |                                                   | 100 (+75%)                                        | 100 (+75%)                                        |
| 2020-03-01                                        | 2020-03-01                                        |                                                   | 130 (+30%)                                        | 130 (+30%)                                        |
| 2020-03-02                                        | 2020-03-02                                        |                                                   | 191 (+47%)                                        | 191 (+47%)                                        |
| 2020-03-03                                        | 2020-03-03                                        |                                                   | 212 (+10%)                                        | 212 (+10%)                                        |
| 2020-03-04                                        | 2020-03-04                                        |                                                   | 285 (+34%)                                        | 285 (+34%)                                        |
| 2020-03-05                                        | 2020-03-05                                        |                                                   | 423 (+48%)                                        | 423 (+48%)                                        |
| 2020-03-06                                        | 2020-03-06                                        |                                                   | 613 (+45%)                                        | 613 (+45%)                                        |
| 2020-03-07                                        | 2020-03-07                                        |                                                   | 949 (+55%)                                        | 949 (+55%)                                        |
| 2020-03-08                                        | 2020-03-08                                        |                                                   | 1.126 (+19%)                                      | 1.126 (+19%)                                      |

### Các ca đầu tiên
Ngày 24 tháng 1 năm 2020, ca nhiễm COVID-19 đầu tiên tại Pháp – và tại châu Âu – được xác nhận tại Bordeaux. Một người đàn ông Pháp-Trung 48 tuổi từ Trung Quốc, đến Pháp ngày 22 tháng 1, nhập viện tại Centre Hospitalier Universitaire de Bordeaux. Service d'Aide Médicale Urgente tiếp nhận và bệnh nhân được cách ly trong bệnh viện. Chính quyền cố xác nhận liệu anh ta có lây nhiễm cho những người đã tiếp xúc với anh hay không.
Hai ca nhiễm mới được xác định tại Paris vào cuối ngày hôm đó, tất cả đều vừa trở về từ Trung Quốc. Một người đàn ông 31 tuổi và bạn gái 30 tuổi, cả hai từ Vũ Hán, xét nghiệm dương tính với SARS-CoV-2 và được điều trị tại Bệnh viện Bichat–Claude Bernard. Họ đến Pháp từ ngày 18 tháng 1.
Ngày 28 tháng 1, một du khách 80 tuổi người Trung Quốc từ tỉnh Hồ Bắc xét nghiệm dương tính và được điều trị tại Bệnh viện Bichat–Claude Bernard ở Paris.
Ngày 29 tháng 1, người con gái 50 tuổi của ông cũng được xác nhận dương tính với COVID-19 và được điều trị tại cùng một bệnh viện.
Ngày 30 tháng 1, một bác sĩ được xác nhận nhiễm COVID-19 tại Paris. Anh đã tiếp xúc với một du khách người Trung Quốc, người phụ nữ này xét nghiệm dương tính khi trở về nước.
Ngày 14 tháng 2, du khách Trung Quốc 80 tuổi qua đời tại Bệnh viện Bichat–Claude Bernard, là ca tử vong đầu tiên do COVID-19 tại châu Âu và Pháp.
Từ ngày 31 tháng 1 đến ngày 9 tháng 2, gần 550 người trở về từ Vũ Hán trên các chuyến bay sơ tán hạ cánh tại Căn cứ Không quân Creil ở Oise và tại Căn cứ không quân Istres-Le Tubé ở Istres.
| Ca số | Ngày                | Tuổi     | Giới tính | Quốc tịch  | Nơi điều trị                      | Nguồn lây nhiễm | Tình trạng | Chú thích | Nguồn                |
| ----- | ------------------- | -------- | --------- | ---------- | --------------------------------- | --------------- | ---------- | --- | -------------------- |
| 1     | 24 tháng 1 năm 2020 | 48       | Nam       | Pháp       | Hôpital Pellegrin, Bordeaux       | Trung Quốc      | Xuất viện  | Ca đầu tiên tại châu Âu. Thương lái rượu từ Trung Quốc. Xuất viện ngày 13 tháng 2.                                                   | [ 13 ] [ 14 ]        |
| 2     | 24 tháng 1 năm 2020 | 30       | Nam       | Trung Quốc | Hôpital Bichat, Paris             | Trung Quốc      | Xuất viện  | Cặp đôi sống tại Pháp trở về từ Trung Quốc. Xuất viện ngày 12 tháng 2.                                                               | [ 15 ] [ 16 ] [ 17 ] |
| 3     | 24 tháng 1 năm 2020 | 31       | Nữ        | Trung Quốc | Hôpital Bichat, Paris             | Trung Quốc      | Xuất viện  | Cặp đôi sống tại Pháp trở về từ Trung Quốc. Xuất viện ngày 12 tháng 2.                                                               | [ 15 ] [ 16 ] [ 17 ] |
| 4     | 28 tháng 1 năm 2020 | 80       | Nam       | Trung Quốc | Hôpital Bichat, Paris             | Trung Quốc      | Tử vong    | Du khách Trung Quốc. Mất ngày 14 tháng 2 trong tình trạng nguy kịch, ca tử vong đầu tiên tại châu Âu.                                | [ 18 ]               |
| 5     | 29 tháng 1 năm 2020 | 50       | Nữ        | Trung Quốc | Hôpital Bichat, Paris             | Trung Quốc      | Xuất viện  | Du khách Trung Quốc. Con gái của bệnh nhân thứ tư. Không rõ cô bị nhiễm tại Trung Quốc hay từ bố. Xuất viện tuần thứ ba của tháng 2. | [ 19 ] [ 20 ]        |
| 6     | 30 tháng 1 năm 2020 | Không rõ | Nam       | Pháp       | Pitié-Salpêtrière Hospital, Paris | Pháp            | Xuất viện  | Bác sĩ nhiễm từ một bệnh nhân, người đã trở về châu Á. Xuất viện ngày 14 tháng 2.                                                    | [ 21 ]               |

### Cụm dịch Les Contamines-Montjoie
Ngày 8 tháng 2 năm 2020, Bộ trưởng Y tế Pháp Agnès Buzyn xác nhận năm ca nhiễm mới có nguồn gốc từ một nhóm du khách tại Les Contamines-Montjoie, Haute-Savoie. Họ nhiễm virus từ một công dân Anh từng đến Singapore một vài ngày trước đó.
Một công dân người Anh khác nhiễm COVID-19 và được điều trị tại cùng một bệnh viện với năm bệnh nhân tại Les Contamines-Montjoie.
Ngày 18 tháng 2, Bộ trưởng Y tế mới, Olivier Véran, thông báo chỉ còn bốn người bị nhiễm bệnh tại Pháp và phải cách ly tại bệnh viện, ba trong số đó là từ nhóm người Les Contamines-Montjoie và một ca thứ tư dược phát hiện sau đó. Sáu ngày sau, bệnh nhân người Anh cuối cùng được xuất viện.
| Ca | Ngày                | Tuổi      | Giới tính | Quốc tịch      | Nơi điều trị                                                                                 | Nguồn lây nhiễm         | Tình trạng | Chú thích | Nguồn                       |
| -- | ------------------- | --------- | --------- | -------------- | -------------------------------------------------------------------------------------------- | ----------------------- | ---------- | --- | --------------------------- |
| 7  | 8 tháng 2 năm 2020  | Người lớn | Nam       | Vương quốc Anh | Hôpital de la Croix-Rousse, Lyon (2) hay Centre Hospitalier Universitaire, Saint-Étienne (1) | Les Contamines-Montjoie | Xuất viện  | Bị nhiễm từ một du khách người Anh và là bệnh nhân thứ tư của nước này. Xuất viện vào tuần cuối cùng của tháng 2.          | [ 20 ] [ 22 ] [ 25 ] [ 26 ] |
| 8  | 8 tháng 2 năm 2020  | Người lớn | Nữ        | Vương quốc Anh | Hôpital de la Croix-Rousse, Lyon (2) hay Centre Hospitalier Universitaire, Saint-Étienne (1) | Les Contamines-Montjoie | Xuất viện  | Bị nhiễm từ một du khách người Anh và là bệnh nhân thứ tư của nước này. Xuất viện vào tuần cuối cùng của tháng 2.          | [ 20 ] [ 22 ] [ 25 ] [ 26 ] |
| 9  | 8 tháng 2 năm 2020  | Người lớn | Không rõ  | Vương quốc Anh | Hôpital de la Croix-Rousse, Lyon (2) hay Centre Hospitalier Universitaire, Saint-Étienne (1) | Les Contamines-Montjoie | Xuất viện  | Bị nhiễm từ một du khách người Anh và là bệnh nhân thứ tư của nước này. Xuất viện vào tuần cuối cùng của tháng 2.          | [ 20 ] [ 22 ] [ 25 ] [ 26 ] |
| 10 | 8 tháng 2 năm 2020  | Người lớn | Không rõ  | Vương quốc Anh | Hôpital de la Croix-Rousse, Lyon                                                             | Les Contamines-Montjoie | Xuất viện  | Bị nhiễm từ một du khách người Anh và là bệnh nhân thứ tư của nước này. Xuất viện vào tuần thứ ba của tháng 2.             | [ 20 ] [ 22 ] [ 25 ] [ 26 ] |
| 11 | 8 tháng 2 năm 2020  | 9         | Nam       | Vương quốc Anh | Centre Hospitalier Universitaire, Grenoble                                                   | Les Contamines-Montjoie | Xuất viện  | Bị nhiễm từ một du khách người Anh và là bệnh nhân thứ tư của nước này. Xuất viện vào tuần thứ ba của tháng 2.             | [ 20 ] [ 22 ] [ 25 ] [ 26 ] |
| 12 | 15 tháng 2 năm 2020 | Người lớn | Nam       | Vương quốc Anh | Hôpital de la Croix-Rousse, Lyon                                                             | Les Contamines-Montjoie | Xuất viện  | Ở chung với một số người Anh bị nhiễm. Anh xét nghiệm dương tính sau khi được cách ly vài ngày. Xuất viện ngày 24 tháng 2. | [ 24 ] [ 25 ]               |

### Các ca sau này
Cuối tháng 2, nhiều ca mới xuất hiện tại Pháp, đặc biệt ở ba cụm dịch tại Oise, Haute-Savoie và Morbihan.

#### Dòng thời gian
Ngày 25 tháng 2 năm 2020, một người đàn ông Trung Quốc được xác nhận nhiễm SARS-CoV-2, nhưng cho thấy dấu hiệu hồi phục. Một người đàn ông 64 tuổi từ La Balme-de-Sillingy, trở về sau một chuyến du lịch đến Lombardy ngày 15 tháng 2, xét nghiệm dương tính và được điều trị tại Centre Hospitalier Annecy-Genevois, Épagny-Metz-Tessy. Vợ ông cũng được xác nhận dương tính và được điều trị tại cùng bệnh viện.
Ngày 26 tháng 2, một người đàn ông 36 tuổi, từng đến Lombardy nhiều lần, xét nghiệm dương tính và được điều trị tại Nouvel Hôspital Civil, Strasbourg. Một giáo viên Pháp 60 tuổi từ Oise ban đầu nhập viện tại Bệnh viện Creil, sau đó được chuyển đến Bệnh viện Pitié-Salpêtrière, Paris, nơi ông qua đời vài giờ sau đó. Một người đàn ông 55 tuổi từ Oise được điều trị tại đơn vị chăm sóc đặc biệt tại CHU Amiens-Picardie, Amiens.
Ngày 27 tháng 2, Bộ trưởng Y tế Olivier Véran thông báo rằng Pháp hiện có 38 ca nhiễm SARS-CoV-2, với 20 ca được xác định tại một ổ dịch ở Oise do tiếp xúc với bệnh nhân và lây nhiễm tại Ai Cập.
Ngày 28 tháng 2, một ca nhiễm mới được xác nhận, một sinh viên thời trang 23 tuổi từ Nice vừa trở về từ Milan. Tỉnh Landes xác nhận ca nhiễm COVID-19 đầu tiên trong vùng, một người phụ nữ xét nghiệm dương tính tại Centre Hospitalier de Mont-de-Marsan và đã trải qua cách ly.

#### Theo vùng

##### Auvergne-Rhône-Alpes
Ngày 25 tháng 2, một người đàn ông từ La Balme-de-Sillingy, vừa trở về từ Ý, được xác nhận dương tính và nhập viện tại Annecy. Người này không có triệu chứng vào tối ngày hôm trước, và đã lây nhiễm cho một cụm dịch ở Haute-Savoie. One day later his wife was hospitalised. Ngày 27 tháng 2, một người bạn và con gái anh được xác nhận dương tính với COVID-19. Ngày 2 tháng 3, 26 người được xác nhận nhiễm COVID-19 tại Haute-Savoie. Bệnh viện ở Annecy bị quá tải khiến một ca nhiễm được chuyển đến Chambéry. François Daviet, xã trưởng của La Balme-de-Sillingy cũng phải nhập viện.
Ngày 27 tháng 2, một người đàn ông Francheville xét nghiệm dương tính tại một bệnh viện ở Lyon. Ba ca nhiễm mới được xác nhận tại thành phố Lyon ngày 1 tháng 3.
Một cặp đôi Divonne-les-Bains bị nhiễm sau khi đến Ý và nhập viện tại Thụy Sĩ ngày 29 tháng 2. Cùng ngày hôm đó, hai người đàn ông từ Ferney-Voltaire, một người Pháp làm việc tại Thụy Sĩ và một người Ý nhập viện tại Lausanne, Thụy Sĩ.
Ngày 2 tháng 3, một người phụ nữ 89 tuổi từ Nyons xét nghiệm dương tính và được điều trị tại bệnh viện Valréas ở tổng Valréas ở Vaucluse. Cùng ngày hôm đó, có bốn ca nhiễm mới tại Haute-Savoie.

##### Burgundy-Franche-Comté
Ngày 2 tháng 3, 10 ca nhiễm virus corona được xác nhận tại bệnh viện Dijon. Đợt đầu tiên được xác nhận vào ngày 27 tháng 2 với các ca liên quan đến cụm dịch Oise. Năm ca nhiễm COVID-19 mới được xác nhận ngày 3 tháng 3. 15 ca nhiễm trong vùng được điều trị tại CHU Dijon. Bốn ca tại Côte-d'Or từng tiếp xúc với một bệnh nhân đã nhập viện, trong khi một ca khác tại Saône-et-Loire từng đến Ý tuần trước đó.

##### Bretagne
Ngày 2 tháng 3 năm 19 ca nhiễm được xác nhận tại Bretagne. Hai người ở thành phố Brest, một người cao tuổi từ Plougonvelin, trở về từ Egypt và vợ ông. Ngoài ra còn có bốn ca nhiễm tại Rennes, gồm một lính cứu hỏa và vợ anh, cùng hai ca từ Veneto. 13 ca nhiễm khác được xác nhận tại Morbihan gồm 6 ở Crac'h, 3 ở Auray, 3 ở Carnac và 1 tại Saint-Philibert.
Ngày 2 tháng 3, ca tử vong thứ tư của Pháp, và đầu tiên của Bretagne được xác nhận là một người đàn ông 92 tuổi, nhập viện tại Vannes.

##### Guyane thuộc Pháp
Tính đến  ngày 4 tháng 3 năm 2020, Guyane có năm ca nhiễm được xác nhận, tất cả tại Saint-Laurent du Maroni.

##### Grand Est
Ngày 26 tháng 2, một người đàn ông 36 tuổi từng đến tỉnh Lombardy của Ý nhiều lần nhập viện tại Strasbourg trong tình trạng ổn định.
Ngày 2 tháng 3, 11 người xét nghiệm dương tính tại Grand Est, gồm 8 người tại Strasbourg và 3 người ở Nancy. Tại Alsace, một cặp đôi Molsheim nhập viện, người đàn ông trở về từ Ý nhập viện trước. Bốn người trong một gia đình tại Hésingue, người mẹ 27 tuổi và hai đứa con một và năm tuổi, cùng ông nội 57 tuổi của chúng được xác nhận nhiễm COVID-19. Hai ca khác được xác nhận tại Bas-Rhin, một người đàn ông 49 tuổi và người con trai 14 tuổi, đã tiếp xúc với một bệnh nhân từ Oise tại Amiens. Ba thành viên trong cùng một gia đình nhập viện tại Nancy, gồm một người đàn ông 50 tuổi và cùng bạn gái và đứa con trai 23 tuổi, tất cả từ tỉnh Aisne.

##### Hauts-de-France
Tính đến  ngày 2 tháng 3 năm 2020, 67 người bị nhiễm COVID-19 tại vùng Hauts-de-France. Hầu hết trong số này bắt nguồn từ một cụm dịch xuất phát từ thành phố Creil, ở Oise. Năm tỉnh của Hauts-de-France đều có ít nhất một ca nhiễm virus corona. Tại Aisne và Pas-de-Calais, nhà chức trách xác nhận các ca nhiễm COVID-19 đầu tiên.
Ngày 26 tháng 2, một người đàn ông qua đời trong đêm sau khi được chuyển đến một bệnh viện Paris từ Creil nơi ông nhập viện trong 6 ngày ở ICU trong tình trạng nguy kịch, đưa tổng số ca tử vong tại Pháp lên hai. Ngày 2 tháng 3, ca tử vong thứ hai tại Hauts-de-France và thứ ba trong nước được xác nhận là một người phụ nữ 89 tuổi, được xét nghiệm sau khi mất tại bệnh viện Compiègne.

##### Ile-de-France
Ngày 25 tháng 2, một người phụ nữ trở về từ Trung Quốc nhập viện tại Bệnh viện Bichat, Paris nhưng cho thấy dấu hiện hồi phục và được xuất viện ngày 26 tháng 2.
Ngày 28 tháng 2, một người nhiễm bệnh từ Val-d'Oise, trở về từ Ý nhập viện tại Bệnh viện Bichat, Paris. Anh làm việc cho một nhân viên của Sân bay Charles de Gaulle. Cùng ngày hôm đó, Bệnh viện Tenon, nơi tiếp nhận một bệnh nhân từ Oise trước khi được anh ta được xác nhận dương tính, thông báo rằng ba nhân viên y tế đã bị nhiễm virus corona.
Ngày 2 tháng 3, hai ca nhiễm virus corona được xác nhận tại Seine-Saint-Denis thuộc Montreuil, gồm một người đàn ông và người con.

##### Normandy
Ngày 27 tháng 2, một bác sĩ từ Bệnh viện đại học Rouen được xác nhận nhiễm COVID-19 và phải cách ly tại nhà sau một chuyến công tác đến Munich. Ca nhiễm virus corona thứ hai được xác nhận tại Normandy ngày 2 tháng 3, một công dân Pháp sống tại Eure. Anh nhập viện tại Bệnh viện đại học Rouen.

##### New Aquitaine
Sau khi bệnh nhân đầu tiên tại châu Âu xuất viện, ba ca nhiễm COVID-19 mới được xác nhận trong tháng 2: một bệnh nhân tại Bordeaux, nhập viện tại Bệnh viện đại học Bordeaux, trờ về từ một thành phố ở Ý bị ảnh hưởng bởi dịch bệnh, một người lính từ Rochefort, Charente-Maritime, người đã tiếp xúc với những người Căn cứ Không quân Creil tại Oise, nhập viện tại Poitiers, và một người phụ nữ từ Mont-de-Marsan, cũng tiếp xúc với nhóm người tại Creil, nhập viện tại Bordeaux.

##### Occitanie
Ba ca nhiễm được xác nhận tại Occitanie vào tháng 2, gồm một người đàn ông trở về từ Ý, được xét nghiệm ngày 27 tháng 2, với vợ anh xét nghiệm ngày hôm sau và một người đàn ông 41 tuổi từng đến Emilia-Romagna. Các ca này được xác nhận cases were reported in the city of Montpellier. On 1st March, it was announced that the two children of the couple were hospitalised, but only one was COVID-19 positive.
Ngày 2 tháng 3, hai ca nhiễm mới được xác nhận tại Montpellier, một người đàn ông 31 tuổi và vợ 29 tuổi, trở về từ Emilia-Romagna, đưa tổng số ca trong vùng lên 6. Ngày hôm sau, một ca nhiễm mới được xác nhận, một người đàn ông 70 tuổi tại xã Boisset-et-Gaujac, thuộc tỉnh Gard. Ông được điều trị tại Nîmes.

##### Pays de la Loire
Ngày 27 tháng 2, ca nhiễm đầu tiên được xác nhận tại vùng Pays de la Loire một người phụ nữ 58 tuổi xét nghiệm dương tính với virus và được điều trị tại Bệnh viện đại học Nantes. Cô sống gần Compiègne, thuộc tỉnh Oise, nơi nhiều ca nhiễm đã được xác nhận.
Ngày 2 tháng 3, bốn người nhập viện tại Bệnh viện đại học Angers do nhiễm virus corona. Ca đầu tiên được xác nhận ngày 28 tháng 2, một người phụ nữ từ Sarthe đến trung tâm SAMU 15 ngày sau khi trở về từ Milan, Ý. Ba người còn lại được xác nhận tại Mayenne và Maine-et-Loire. Họ bị nhiễm do tiếp xúc với một bệnh nhân từ Brest.

##### Provence-Alpes-Côte d'Azur
Ngày 28 tháng 2, ca nhiễm đầu tiên được xác nhận tại Provence-Alpes-Côte d'Azur, một người phụ nữ từ Cannes bị nhiễm sau một chuyến du lịch tại Milan. Một ngày sau ba ca nhiễm mới được xác nhận, gồm hai công dân Pháp và một du khách người Ý. Hai ca nhiễm mới xuất hiện trong các ngày 29 tháng 2 và 1 tháng 3: một thanh niên 15 tuổi và một người phụ nữ 23 tuổi. Ngày 2 tháng 3, ca nhiễm thứ bảy được xác nhận một bé gái 3 tuổi.
Ngày 29 tháng 2 năm 2020, Monaco xác nhận ca nhiễm COVID-19 đầu tiên, một người đàn ông nhập viện tại Princess Grace Hospital Centre, sau đó được chuyển đến Bệnh viện đại học Nice tại Pháp.

##### Saint-Barthélemy
Một người trên hòn đảo Saint Barthélemy được xác nhận nhiễm COVID-19 ngày 1 tháng 3. Bố mẹ của anh trên hòn đảo bên cạnh Saint Martin cũng xét nghiệm dương tính.

##### Saint-Martin
Ngày 1 tháng 3, một cặp đôi từ phần của Pháp trên hòn đảo Saint Martin được xác nhận nhiễm COVID-19. Con họ, người được nhắc đến ở trên, sống tại đảo Saint Barthélemy cũng bị nhiễm virus.

## Phản ứng
Ngày 28 tháng 2, nhà thiết kế thời trang Agnès b. hủy bỏ show diễn tại Tuần lễ Thời trang Paris vốn đự kiến sẽ diễn ra đến hết ngày 3 tháng 3. Ngày hôm sau, bán marathon Paris, dự kiến diễn ra vào chủ nhật ngày 1 tháng 3 với 44.000 người tham dự, bị hủy nhằm ngăn chặn sự lây lan của virus.

## Ca ngoại quốc
Ngày 29 tháng 2 năm 2020, Monaco xác nhận ca nhiễm COVID-19 đầu tiên, một người đàn ông nhập viện tại Bệnh viện Princess Grace, sau đó được chuyển đến Bệnh viện đại học Nice tại Pháp.
Mặt khác, ba công dân Pháp và một người Ý từ tỉnh Ain được xác nhận dương tính và điều trị tại Thụy Sĩ.

## Thống kê
| Vùng                       | Số ca nhiễm |
| -------------------------- | ----------- |
| Auvergne-Rhône-Alpes       | 102         |
| Bourgogne-Franche-Comté    | 129         |
| bretagne                   | 40          |
| Centre-Val de Loire        | 16          |
| Corsica                    | 5           |
| Grand Est                  | 250         |
| Hauts-de-France            | 173         |
| Île-de-France              | 104         |
| Normandy                   | 11          |
| Nouvelle-Aquitaine         | 17          |
| Occitanie                  | 36          |
| Pays de la Loire           | 18          |
| Provence-Alpes-Côte d'Azur | 38          |
| Guadeloupe                 | 0           |
| French Guiana              | 5           |
| Martinique                 | 2           |
| Mayotte                    | 0           |
| La Réunion                 | 0           |
| Saint-Barthélemy           | 1           |
| Saint-Martin               | 2           |
| Tổng                       | 949         |

Ngoại trừ Petite couronne, các ca nhiễm đã được xác nhận muộn hoặc lây nhiễm địa phương tại các tỉnh sau: Gironde, Haute-Savoie, Bas-Rhin, Val-d'Oise, Hérault, Finistère, Lyon Metropolis, Côte-d'Or, Alpes-Maritimes, Seine-Maritime, Loire-Atlantique, Ain, Landes, Charente-Maritime, Mayenne,, Ille-et-Vilaine, Morbihan, Haut-Rhin, Eure, Sarthe, Gard, Drôme, Saône-et-Loire, tất cả các tỉnh của vùng Hauts-de-France, ngoại trừ Nord, và tại cá lãnh thổ hải ngoại Saint-Barthélemy và Saint-Martin.